# Robert Ménard
Pour le réalisateur, producteur et scénariste québécois, voir Robert Ménard (réalisateur).
Cet article possède un paronyme, voir Robert Maynard.
Pour les articles homonymes, voir Ménard.
Robert Ménard, né le 6 juillet 1953 à Oran, est un journaliste, essayiste, éditeur et homme politique français.
Il est cofondateur de l'association Reporters sans frontières (RSF), dont il est le secrétaire général de 1985 à 2008, ainsi que du site internet Boulevard Voltaire, lancé en 2012. Il est également le fondateur, en 2008, de la maison d'édition Mordicus, qu'il dirige avec son épouse, Emmanuelle Ménard.
D'abord engagé à gauche, il s'en éloigne progressivement pour rejoindre l'extrême droite. À l’issue des élections municipales de 2014, il est élu maire de Béziers avec le soutien du Front national, de Debout la République et du Mouvement pour la France. D'orientation populiste, son premier mandat est marqué par des mesures et des déclarations suscitant des polémiques jusqu'au niveau national et qui sont pour certaines sanctionnées par la justice. Après la victoire de sa liste dès le premier tour des municipales de 2020, il est réélu maire et prend la présidence de la communauté d'agglomération Béziers Méditerranée, devenant la première personnalité d’extrême droite à accéder à la présidence d'une intercommunalité en Occitanie.

## Origines et jeunesse
Issu d'une famille catholique[source insuffisante] pied-noir installée en Algérie française depuis 1850, Robert Ménard naît le 6 juillet 1953 à Oran. Il a neuf ans lorsque sa famille, rapatriée d'Algérie, s'installe à Brusque dans l'Aveyron, puis dans le quartier neuf de la Devèze, à Béziers. Son père, Émile, est tour à tour commerçant, imprimeur, éleveur de poules, syndicaliste communiste puis membre de l'OAS,. Son oncle est emprisonné pour avoir piloté l'avion de putschistes.
Il suit les cours du collège religieux Saint-Gabriel à Saint-Affrique. Il envisage à l'époque de devenir prêtre, ce à quoi sa mère s'oppose. En mai 1968, il fait fermer son collège puis obtient un diplôme d'études supérieures (DES) de philosophie, à l’Université Paul-Valéry-Montpellier.
En 1973, au lycée Jean-Moulin à Béziers, à l'époque des manifestations contre la loi Debré abrogeant les sursis pour études au-delà de 21 ans, il donne des cours de philosophie, pendant les grèves, à des lycéens pour éviter qu'ils ne prennent trop de retard.
À Béziers, proche des milieux anarchistes, puis trotskistes, il milite à la Ligue communiste révolutionnaire (LCR), de 1973 à 1979, rejoint le Parti socialiste, via le CERES, devient délégué du CERES pour la fédération de l'Hérault au congrès de Metz (6 au 8 avril 1979). Il démissionne du PS six mois après l'élection de François Mitterrand à la présidence de la République, se disant stupéfait par tous ceux « qui se précipitaient sur les places ».

## Carrière professionnelle

### Débuts dans le journalisme
Dans la mouvance des radios libres, il crée en 1978 Radio Pomarède (du nom d'un bandit de Caux, village du Biterrois  exécuté en 1843 à Pézenas), radio qui continue d'émettre malgré l'interdiction du ministère de l'Intérieur. Son objectif initial est de servir son combat contre La Littorale, filiale d'Union Carbide, qui fabrique alors à Béziers le Temik, l'insecticide responsable de la catastrophe de Bhopal. Devenu président de l'Association Consensus Liberté Radio, il est la cible de très nombreuses poursuites judiciaires. Lors d'un de ses procès, François Mitterrand, alors premier secrétaire du Parti socialiste, se porte témoin de moralité à son égard. Toujours à Béziers, il participe au lancement en 1979-1980, sous la mandature du communiste Paul Balmigère, d'un nouveau journal gratuit d'informations et d'annonces créé par la Régie Occitane de publicité, intitulé Le Petit Biterrois. Il est contraint de l'arrêter un an plus tard à la suite de difficultés avec ses annonceurs.
En 1983, il devient journaliste à Radio France Hérault, poste qu'il occupe jusqu'en 1989.

### Reporters sans frontières
Avec Rémy Loury, Jacques Molénat et Émilien Jubineau, puis Rony Brauman, Jean-Claude Guillebaud, le soutien de François Mitterrand et Jean-Michel Du Plaa, conseiller général PS de l'Hérault et chef de cabinet du président du conseil général Gérard Saumade, il fonde le 25 juin 1985 à Montpellier, l'association Reporters sans frontières (RSF), publie L'information dans le monde aux Éditions du Seuil et L'Atlas mondial des libertés aux éditions Arléa. Interdit de séjour en Tunisie, Cuba, Turquie, Algérie, Burkina Faso, Thierry Perret déclare que « l'Afrique est un terrain privilégié pour l'association [...] Robert Ménard a très tôt pris fait et cause pour Pius Njawé, et le patron du Messager du Cameroun, devenu son ami, est assuré d'un soutien sans faille. [...] Robert Ménard, avec sa dégaine d'éternel adolescent, est un agitateur-né, qui ne se cache pas de recourir à toutes les recettes du marketing et de l'action médiatique pour faire avancer la « cause. » Lors de la guerre de Bosnie-Herzégovine, il soutient l’équipe d’Oslobodjenje, journal multiethnique de Sarajevo. France Télévisions cite le cas de la prise d'otage de Florence Aubenas pour illustrer le fait qu'il « se fait surtout connaître par sa défense des journalistes en zone de conflit. Mobilisé dès le premier jour [...], Robert Ménard n'hésite pas à faire du lobbying auprès d'entreprises privées comme Sanofi, Pathé, Suez ou Areva, afin de récolter des fonds pour hâter la libération de la journaliste. Il se rapproche même d'Omar Harfouch, un ami du colonel Kadhafi, « mais aussi un ami de RSF, qui répond toujours présent quand on le sollicite », comme il l'explique au Monde en mai 2005. »

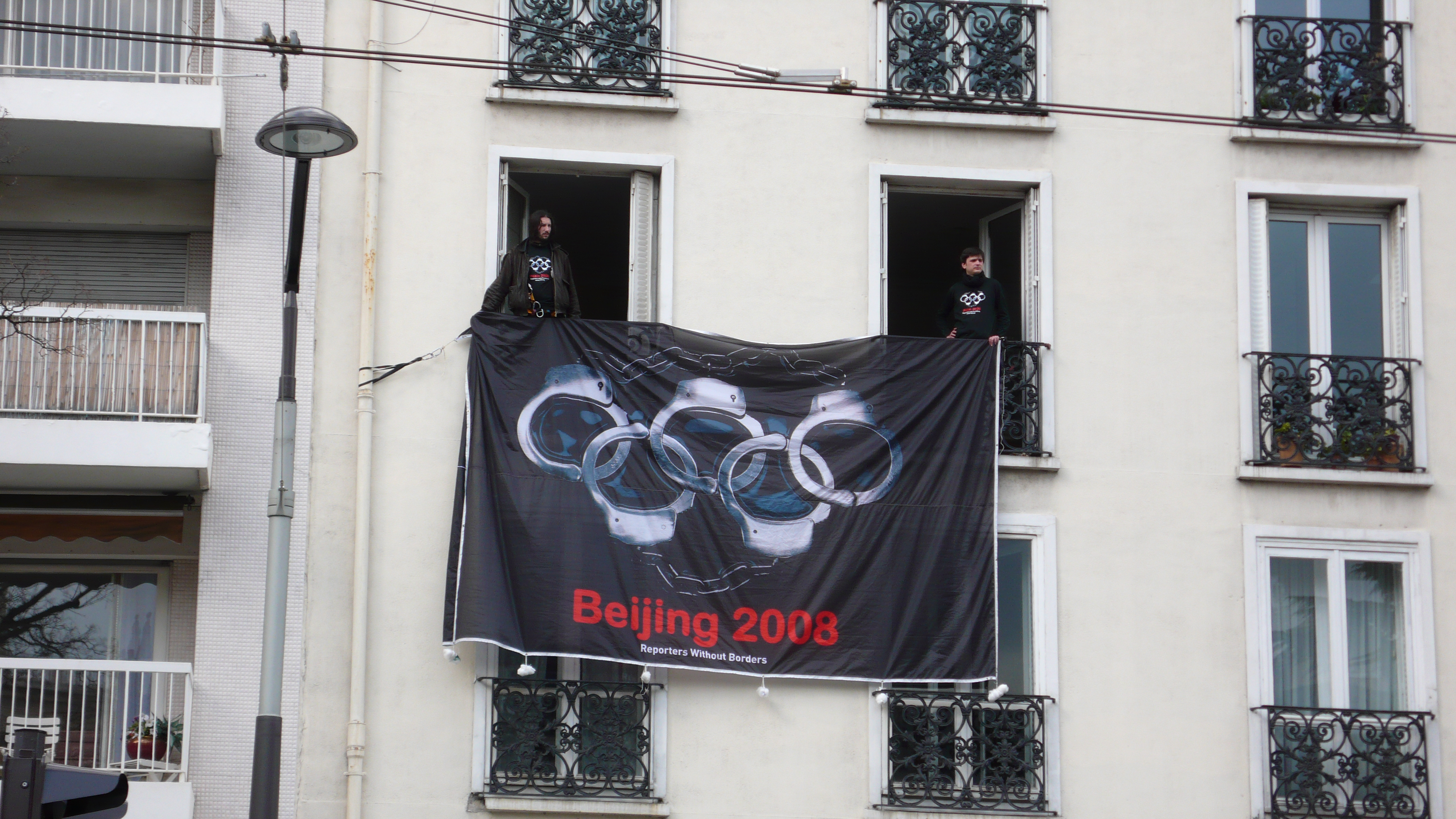
Déploiement, à Paris en 2008, du drapeau de RSF représentant les anneaux olympiques sous forme de menottes accompagné de la mention « Beijing 2008 ».

Il est fait chevalier de la Légion d'honneur le 23 mars 2008 sur proposition de Bernard Kouchner. Il ne l’apprend que le lendemain lorsque des manifestants de RSF perturbent la cérémonie d’allumage de la flamme olympique en Grèce, pour protester contre les violations des droits de l'homme en Chine avant les Jeux olympiques en Chine, Ménard a décidé de s’approcher de la tribune officielle lors du discours du responsable chinois à Olympie sous le slogan : « Freedom in China ! »
Il manifeste lors du passage de la flamme à Paris : plusieurs grimpeurs accrocheront des drapeaux représentant les anneaux olympiques sous forme de menottes, symboles de la campagne de RSF, sur un grand nombre de monuments emblématiques de Paris. Lui-même grimpera, de nuit, sur Notre-Dame, afin d’y brandir ce drapeau avec le journaliste Jean-François Julliard et les écrivains voyageurs Sylvain Tesson et Priscilla Telmon,.
Quelques mois plus tard, il est interpellé sur les Champs-Élysées, alors qu’il proteste contre la présence du président syrien Bachar el-Assad à la tribune officielle du défilé du 14 juillet 2008.
Au cours de son mandat, il a été accusé de manquer d'objectivité dans le traitement de la liberté de la presse dans le monde. Jean-Claude Guillebaud, cofondateur de RSF, quitte l'agence en 1993 en regrettant qu'elle ait abandonné la critique des médias français ; selon lui et Acrimed, ce changement s'est opéré à l'initiative de Ménard, dans le but d'obtenir leurs soutiens,. Cette attitude sera de fait assumée par l'intéressé, notamment dans son livre Ces journalistes que l'on veut faire taire (2001), où il écrit qu'en s'attardant sur le cas de la France, « nous risquons de mécontenter certains journalistes, de nous mettre à dos les grands patrons de presse et de braquer le pouvoir économique. Or, pour nous médiatiser, nous avons besoin de la complicité des journalistes, du soutien des patrons de presse et de l'argent du pouvoir économique ». Mais, en juin 2004, il rachète et relance la revue trimestrielle Médias pour répondre aux critiques lui reprochant de se préoccuper davantage des journalistes emprisonnés à l’étranger que de la situation des médias en France[source insuffisante]. Stéphane Courbit devient actionnaire du titre à la fin de 2007.
Jean-Claude Guillebaud juge également RSF trop proche de la presse anti-Chávez au Venezuela et complaisant à l'égard des États-Unis, tandis que Jean-Luc Mélenchon fait grief à Ménard de s'attaquer systématiquement aux cibles des néoconservateurs américains. De son côté, Jacques-Marie Bourget accuse RSF d'avoir « cessé de compter les journalistes blessés ou tués par des GI ou des soldats de Tsahal », et d'avoir tardé à signaler le cas de Sami al-Haj, journaliste soudanais emprisonné à Guantánamo. Quant à Maxime Vivas, il affirme que plusieurs officines-écrans de la CIA ont subventionné RSF, ce que Ménard conteste.
Rony Brauman, autre cofondateur de RSF qui quitte l'organisation en 1995, dénonce, pour sa part, l'autoritarisme de Ménard à la tête de l'ONG : « J'ai vu l'autre Ménard, le petit tyran domestique, sortir de sa chrysalide. Il a un ego exagérément enflé, qui le pousse à être excessif. » Alla Lazaréva, ancienne correspondante de RSF, tient des propos similaires : « Monsieur Ménard aspire trop à substituer sa propre personne à la cause entière de la liberté de la presse. ».

### Centre pour la liberté de l'information à Doha
Le 30 septembre 2008, il annonce brusquement sa démission et quitte la direction de Reporters sans frontières. Le 1er mars de la même année, après une proposition faite à Cheikha Mozah, il avait pris les fonctions de directeur général du centre pour la liberté de l'information à Doha au Qatar créé en décembre 2007 sous l'impulsion de RSF, censé accueillir et soutenir des journalistes persécutés dans leur pays, et doté d'une subvention annuelle de 3 millions de dollars par l'émir. Son conseil d’administration comptait entre autres Patrick Poivre d’Arvor et Dominique de Villepin. Les détracteurs de l'ancien secrétaire général de RSF s'étonnèrent de cette reconversion dans un pays qui n'a rien d'une démocratie : le pouvoir y est transmis par hérédité et la presse n'a pas le droit d'émettre des critiques contre la famille régnante ni le gouvernement. RSF elle-même « classait régulièrement le Qatar au fin fond du tableau de la liberté de la presse, vers la 80e place ». Mais Jean-François Julliard indiquait en décembre 2008 : « Chaque semaine ou presque, nous faisons des propositions de projets à soutenir ou de gens à aider : des médias touchés par un cyclone en Haïti, par exemple, qui auraient besoin d'un groupe électrogène. Le Centre de Doha répond aux besoins ».
Après avoir menacé de démissionner du centre en mars 2009, Ménard finira par passer à l'acte en juin 2009, estimant qu'il n'a « plus ni la liberté ni les moyens de travailler »,. Télérama affirme : « Le président du conseil d’administration du Centre de Doha, Sheikh Hamad Bin Thamer Al Thani — qui n’est autre que le président de la chaîne de télévision Al Jazeera — a visiblement tout fait pour bloquer la machine. Querelle de pouvoir au sein des cercles dirigeants de l’émirat ? C’est la version donnée par l’entourage de l’ex secrétaire général de RSF ».

### Retour au journalisme
Après son départ de RSF, il revient au journalisme en tant que chroniqueur et éditorialiste sur une ligne réactionnaire dans des talk-shows de grande écoute, et voit ainsi sa notoriété s'accroître,.
Entre fin 2009 et juillet 2010, il reçoit un invité chaque matin à 11 h 5 dans Ménard sans interdit, sur la chaîne d'information en continu I-Télé. Toujours sur la même chaîne, il rejoint l'équipe du 17 h-20 h (L'Info sans interdit) de Julian Bugier et Sonia Chironi pour renouveler son entrevue déplacée à 17 h 45 et ses éditoriaux, bien qu'il soit toujours présent dans la tranche 6 h-9 h de la chaine, pour différents éditoriaux et échanges avec le journaliste Claude Askolovitch.
Après avoir été remercié de RTL, où il disposait d'une chronique et participait à l'émission On refait le monde,, il prend la tête de la matinale de Sud Radio (7 h-8 h 30) en août 2011.
En juin 2012, la revue trimestrielle Médias, dirigée par lui-même et Emmanuelle Duverger, doit s'arrêter en raison notamment d'une baisse de 80 % des recettes publicitaires en deux ans, que les dirigeants attribuent à « sa réputation sulfureuse ». L'année précédente, RSF, qui était détentrice de parts dans la société qui publie le magazine, avait indiqué vouloir se séparer de celles-ci par la voix de son président Jean-François Julliard. Stéphane Courbit, actionnaire, avait également décidé de jeter l'éponge. Médias avait notamment ouvert ses colonnes à Jean-Marie Le Pen, Marine Le Pen, Alain Soral, Renaud Camus, Christian Vanneste, ou encore Pierre Cassen de Riposte laïque, ce qui témoigne déjà, selon Marine Turchi de Mediapart, de son évolution politique.
La chaîne d’information i-Télé lui signifie en juillet 2012 l’arrêt de son émission Ménard sans interdit, programmée chaque jour à 17 h 45. Céline Pigalle, nouvelle directrice de la rédaction de la chaîne d'information en continu, estime que « le rendez-vous de Robert Ménard constituait le moment où on ne savait [...] plus si c'était un journaliste ou s'il exprimait une opinion ». Le journaliste refuse la proposition de la chaîne de devenir l'un de ses éditorialistes et s'estime « débarqué ». La direction d'i-Télé assure pour sa part que l’arrêt de ce programme s’est fait en concertation avec Robert Ménard. Ce dernier affirmera plus tard avoir été « congédié d'i-Télé après avoir invité l'historien de l'Afrique Bernard Lugan ».
En septembre 2012, il rejoint le Comité consultatif international de Channel 9, une chaîne de télévision géorgienne contrôlée par l'homme d'affaires et politique Bidzina Ivanichvili.
Le 1er octobre 2012, il lance avec son épouse, Emmanuelle Duverger, Dominique Jamet et Denis Cheyrouze, un site d'information appelé Boulevard Voltaire et dont le contenu est fourni par des éditorialistes comme André Bercoff, Éric Brunet, Gilles-William Goldnadel, Jean Sévillia ou Denis Tillinac. Il déclare avoir quitté Boulevard Voltaire en avril 2014, après son élection à la mairie de Béziers.

## Parcours politique

### Évolution de son positionnement
Durant sa période à la tête de RSF — et sans que cela apparaisse évident auprès des observateurs, ou auprès de ses collaborateurs —,, il s'éloigne de ses idées de gauche et s'oriente de plus en plus vers la droite. Il en arrive, au tournant des années 2010, à se rapprocher de l'extrême droite française, bien qu'il assure penser « pis que pendre » de certains de ses représentants. Dans le même temps, il se coupe de quasiment tous les intellectuels et journalistes de gauche qu’il côtoyait avec son épouse. Cette évolution suscite l'incompréhension de ses anciens amis de l'époque RSF. Il perçoit quant à lui son parcours politique comme l'histoire d'une « maturation » : « Peut-être est-ce ça, devenir adulte ? Je dis ouvertement des choses que je pensais sans oser les dire ou me les avouer ». Alors qu'il affirme qu'il a « toujours été réactionnaire », le journaliste Jacques Molénat y voit une surprise pour « ceux qui l’ont vu tourner les talons plutôt que de serrer la main de Bruno Mégret » ou faire appel à Jean Cardonnel, « icône à Montpellier des bobos et des gauchos », pour bénir son troisième mariage. Il est par ailleurs un « europhile proclamé ».
À l'élection présidentielle de 2007, il indique avoir voté pour François Bayrou au premier tour, puis pour Nicolas Sarkozy au second tour. Il envisage de se présenter sur la liste du Mouvement démocrate lors des élections européennes de 2009. À l'élection présidentielle de 2012, il indique avoir voté pour Nicolas Dupont-Aignan au premier tour (tout en étant « en désaccord avec ce qu’il dit sur l’Europe »), puis pour Nicolas Sarkozy au second tour (« en se bouchant le nez », précise-t-il). Il indique à ce sujet : « J’essaye de bricoler, je n’ai pas un parti avec lequel je suis d’accord ».
À partir de 2010, il assiste ou intervient lors de différents débats, conférences, colloques tenus par des personnalités ou des organisations d'extrême droite : Bloc identitaire, Jacques Bompard, Troisième Voie, le Local de Serge Ayoub, l'association islamophobe Vigilance Halal ; il participe également à l'université d'automne de l'Union populaire républicaine (UPR) de François Asselineau en 2012. Interrogé à ce sujet, il explique qu'il veut débattre avec tout le monde.
En 2011, ses déclarations à l'antenne de RTL, où il dit comprendre le vote Front national et dénonce le manque de représentation de ce parti au niveau des conseils généraux, suscitent une certaine émotion. Son ouvrage Vive Le Pen ! (2011) suscite de vives réactions, en particulier chez RTL, radio qu'il finira par quitter. Il explique à propos de ce pamphlet :
« Je ne voterai pas Front national mais je pense que ce parti, qui doit être considéré comme républicain aussi longtemps qu'il ne sera pas interdit, doit bénéficier du droit à la liberté d'expression. Je dirais la même chose du Front de gauche ou de la Ligue communiste révolutionnaire. Défendre la liberté d'expression n'est pas défendre l'extrême droite. »
En septembre de la même année, il déclare sur l'antenne de RTL à propos de Marine Le Pen : 
« Elle pose des questions qui sont des vraies questions. Contrairement à ce que disent les gens, elle apporte des réponses qui sont des réponses […]. Elle piétine une classe politique qui est dans l'incapacité totale de résoudre les problèmes qu'il y a. »
Ces rapports sont prolongés par le soutien qu'apporte le Front national à sa candidature aux élections municipales de Béziers en 2014. À cette occasion, il déclare au Monde :
« Je n'ai pas la carte [du FN] et je ne la prendrai jamais, pas plus que celle d'un autre parti. Cela dit, je suis d'accord avec 80 % de leurs idées, notamment celles sur l'immigration. »
En 2012, il s'associe au projet « Notre antenne », porté par Gilles Arnaud et Philippe Milliau, qui donne naissance en 2014 à TV Libertés.
Il affirme également en 2013 qu’il n’a « jamais voté Le Pen. » D'après Rue89, « Robert Ménard valide une grande partie de leur programme (la préférence nationale aussi), seul « le programme économique » lui pose problème. Le jour où le FN reviendra sur la sortie de l’euro, il est possible que Ménard bascule dans le Rassemblement bleu Marine. Dans ce cas, il est probable qu’il l’assumera pleinement. L’ancien patron de RSF n’a pas peur de l’isolement que cela pourrait provoquer. » Il précise concernant ses désaccords avec le FN : « Les gens attachent trop peu d'importance au fait qu'on ne se fasse plus la guerre sur ce continent, ce qui ne veut pas dire qu'il ne faille pas renégocier les traités. Autre désaccord, ma vision économique est infiniment plus libérale que celle de Marine Le Pen ».
Il réalise, avec son épouse, un livre d'entretiens avec Jean-Marie Le Pen, qu'il fréquente depuis longtemps. La parution de l'ouvrage, initialement prévue pour octobre 2013 aux éditions Jacob-Duvernet, est repoussée à la demande du couple, alors qu'il est en campagne pour la mairie de Béziers. Ce dernier explique à son éditeur « qu'il ne souhaite pas gêner ses alliés pour les municipales, ni renforcer l'idée qu'il est un sous-marin du Front national ». Il affirme également que « le livre était loin d'être terminé ». Il nie avoir reçu des pressions de la part de Marine Le Pen pour ne pas publier l'ouvrage comme l'affirme le magazine Marianne.
Durant cette période, il apparaît comme une figure de la dédiabolisation du Front national,.
« Ami » d'Éric Zemmour, il finit par apporter son soutien et annonce son parrainage de maire à Marine Le Pen en vue de l'élection présidentielle de 2022, « malgré les désaccords entre eux ». Il avait toutefois essayé de créer une « union de la droite » en rapprochant les équipes des deux candidats.
Il multiplie en 2022 les signes de rapprochement avec Emmanuel Macron,,. Pendant la campagne électorale, il affirme préférer « mille ans de Macron à trois ans de Mélenchon », puis déclare que tout accord entre Marine Le Pen et Eric Zemmour le conduirait à voter pour le président sortant. Il annonce se mettre en retrait de la campagne de la candidate d'extrême droite pendant l'entre-deux-tours,. Il appelle ensuite à « faire bloc » derrière Emmanuel Macron pour les élections législatives face à la « menace » d’une percée de la gauche. Il déclare en juin de la même année ne pas exclure d'entrer au gouvernement et soutient le projet d'Emmanuel Macron de reculer l'âge de départ à la retraite à 65 ans.

### Prises de position

#### Liberté d'expression
Influencé par l'ancien président de l'Agence France-Presse Claude Moisy, il défend une « approche américaine de la liberté d’expression ». Vincent Brossel, ancien responsable de RSF, affirme : « Lorsqu'il a découvert le premier amendement de la Constitution américaine qui la garantit, ça a été pour lui une révélation. Il est devenu très américanophile, même s'il ne parle pas un mot d'anglais ». Il précise qu'il tolère « seulement deux » exceptions à la liberté d'expression : « les appels explicites à la violence et les attaques ad hominem ».
Il a écrit plusieurs ouvrages à ce sujet, dont La Censure des bien-pensants en 2003 avec son épouse, Emmanuelle Duverger, ou encore Vive Le Pen ! publié en 2011 et également coécrit avec Emmanuelle Duverger, dans lequel ils affirment : « Défendre la liberté d’expression, aujourd’hui, revient fatalement à défendre celle de la droite extrême et de tous ceux qui y sont assimilés. Pour les autres, pas de problème ». Il relie ce phénomène au fait que, selon lui, « presque tous les journalistes sont de gauche ».
Fin 2008, il crée la maison d'édition Mordicus.
Il a ainsi donné la parole à Thierry Meyssan, à Bernard Lugan ou à Alain Soral ; il a soutenu l'humoriste Dieudonné et le journaliste Éric Zemmour ; il s'est opposé à l'interdiction en France de la chaîne du Hezbollah Al-Manar et à toutes les lois réduisant la liberté d'expression, dont la loi Gayssot, contre laquelle il a signé en 2010 une pétition qui appelait à la libération de Vincent Reynouard.
Venu participer à un débat à Saint-André-de-Cubzac en mai 2018, il est invectivé et bousculé par des manifestants hostiles. Un des agresseurs est condamné en février 2019 à quatre mois de prison avec sursis.

#### Peine de mort
Suscitant la polémique à la suite de déclarations favorables à la peine de mort sur France Inter et i-Télé, il affirme qu'il a « toujours été pour la peine de mort dans certains cas », et qu’il ne considère pas nécessairement son abolition comme « un droit de l’homme ». Il précise : « Il va de soi que cette solution radicale n'est valable que si on est sûr à 100% que les gens sont coupables ».

#### Torture
En 2007, à propos de l'affaire de l'assassinat de Daniel Pearl, il déclare que l'usage de la torture pour sauver une ou plusieurs vies représente « une vraie question » et que l'on peut s'interroger sur la légitimité de son emploi dans certains cas. Le site Rue89 l'accuse à cette occasion de vouloir légitimer la torture,.

#### Mariage homosexuel
Il se dit « fier d'avoir été de tous les défilés de La Manif pour tous » contre l'ouverture du mariage aux couples de personnes de même sexe. Candidat à la mairie de Béziers, il affirme qu'il ne célébrera « aucun mariage homosexuel » s'il est élu. Il se défend de toute homophobie.

#### Islam et laïcité
D'après son épouse, lui et elle ont « évolué sur la question de l’islam » et « entamé « une phase de réflexion » sur le danger d’un islam conquérant, agressif », en étant à l'écoute d'intellectuels comme Renaud Camus ou Michèle Tribalat. L'intéressé admet ainsi avoir changé d’avis sur l’interdiction du foulard à l’école, à laquelle il n'est plus opposé. Il déclare également que « le voile est un problème par sa présence massive ». Par ailleurs, il répète régulièrement sur son blog que l'islam n'est pas soluble dans la démocratie,.
Néanmoins, il affirme également, en 2013 : « je combats l’idée que l’islam serait ontologiquement un problème, c’est une monstruosité ». En 2010, il déclare que la loi contre la burqa est une « ineptie », mais également qu'il n'a « aucune envie qu’il y ait autant de mosquées que d’églises dans notre pays ». Dans un entretien filmé datant de 2011, il explique que, par souci d’égalité des religions, il ne serait « pas choqué par un financement d’État des mosquées ou des autorisations données à des processions musulmanes ». Cette vidéo circulant lors de sa campagne pour la mairie de Béziers, il dénonce une « magouille » et une « tromperie ».
Alors animateur sur Sud Radio, il parraine, avec d'autres figures telles que Nicolas Dupont-Aignan, le prêtre Michel Lelong et l'imam Tareq Oubrou, le collectif islamique Fils de France présidé par Camel Bechikh, officiellement lancé en mars 2012. Le politologue Gilles Kepel indique que « ces personnalités lui apportent une visibilité médiatique et diffusent les principaux entretiens publics accordés par l'association militante au cours des trois premières années ».

#### Opposition aux mariages avec un ressortissant étranger sous OQTF
Robert Ménard s’oppose au mariage d’un ressortissant étranger sous obligation de quitter le territoire français (OQTF). Son refus de célébrer le mariage de deux de ses administrés, dont l’un de nationalité algérienne sous OQTF et déjà connu de la police pour « vol avec recel et agression », agissant même pour que le futur époux soit expulsé, a été médiatisé. La légalité de ce refus est contestée par la fiancée, qui a porté plainte pour refus discriminatoire par une personne dépositaire de l’autorité publique ; SOS Racisme a fait de même,. L’élu risque jusqu’à cinq ans de prison, 75 000 euros d’amende et une peine d’inéligibilité,.

#### Guerre civile syrienne
En 2020, Mediapart affirme qu'en 2014, « au moment où le monde découvre l’horreur des geôles syriennes avec les photos de cadavres suppliciés du rapport César », il « ne cache pas son penchant pour le régime de Bachar el-Assad » en déclarant qu'il y a « une obligation à défendre un régime, certes critiquable, mais qui est le seul à pouvoir faire barrage à Daesh ». Pour Jim Jarrassé du Figaro, son opinion est « proche de celle du FN, soutien indéfectible du régime de Damas depuis le début du conflit ».

#### Immigration
En 2022, alors qu'il semble se rapprocher d'Emmanuel Macron, il défend le droit d'asile, qu'il considère comme « l’honneur de ce pays », et avoue sa « honte » face à sa réaction passée devant l'afflux de Syriens et Irakiens, fuyant la guerre. Il continue toutefois de réclamer la fin du droit du sol et l'arrêt du regroupement familial,.

#### Campagne électorale de 2014
Il brigue la mairie de Béziers lors des élections municipales de 2014 avec une liste transpartisane qui doit rassembler de « la gauche à l'extrême droite » : celle-ci est composée de six militants du Front national, un du Rassemblement bleu Marine, trois de Debout la République, un du Rassemblement pour la France, et de six UMP ou ex-UMP ; soit un quart de candidats encartés, d'autres ayant « toujours voté à gauche » d'après lui. Il est opposé à Élie Aboud pour l'UMP, député et membre de l'équipe municipale du maire Raymond Couderc ; à Jean-Michel Du Plaa pour le PS, un ami de longue date ; et à Aimé Couquet, candidat du Front de gauche.

#### Soutiens de Debout la République et du Front national
Il commence sa campagne avec un petit groupe de militants de Debout la République (DLR), le parti de Nicolas Dupont-Aignan : Grégoire Annet, chef de file biterrois de DLR, est notamment le secrétaire général de l'association Choisir Béziers présidée par Robert Ménard.
En mai 2013, il annonce qu'il accepte le soutien du Front national, tout en maintenant le caractère « apolitique » de sa liste. Marine Le Pen avait d'abord envisagé d'investir une liste FN à Béziers, avant de se raviser devant sa réaction. Par ailleurs, Guillaume Vouzellaud, figure locale du FN à Béziers, l'aurait rejoint s'il n'avait pas été victime d'un « burn-out ».
En septembre 2013, Nicolas Dupont-Aignan annonce officiellement son soutien à Robert Ménard et à un « programme de salut public ». Le député-maire d'Yerres affirme qu'il l'a « poussé à se présenter avant même qu’il n’ait le soutien du FN », mais concède : « À la suite de la déclaration de Marine Le Pen, il est vrai, j'ai beaucoup réfléchi. Mais une fois que j'avais donné mon soutien, il était difficile de le retirer » ; ajoutant qu'il l'aurait fait s'il avait adhéré au Rassemblement bleu Marine. Mais pour Louis Aliot, vice-président du FN, « il en est de facto. Cela étant, il prend un peu trop de pincettes avec l'étiquette FN. S'il donnait l'impression de porter l'image malgré lui, il pourrait désarçonner une partie de notre électorat, qui n'aime pas être stigmatisé et apprécie la franchise ».
En novembre 2013, il indique que Nicolas Reynès, secrétaire départemental des jeunes du FN et membre de son équipe de campagne, ne figurera pas sur sa liste, après que L'Express a rappelé son retrait de l’investiture du Front national en 2012 dans le Nord-Pas-de-Calais, où il était candidat aux législatives, pour avoir publié sur sa page Facebook des photos de femmes blanches nues, images trouvées sur un site néonazi.
Le 17 janvier 2014, il accueille Marine Le Pen à l'aéroport de Montpellier et l'accompagne jusqu'à Sète où elle doit tenir un meeting le soir-même. Celle-ci lui apporte un soutien sans ambiguïté. Marion Maréchal-Le Pen est la seule dirigeante du FN qu'il invite dans le cadre de sa campagne, expliquant qu'elle « incarne une sensibilité qui [lui] est très proche, conservatrice, plutôt libérale, et croyante »,.

#### Soutiens divers à droite
Il reçoit également l’appui du Rassemblement pour la France (RPF) de Christian Vanneste, qui est représenté par Brice Blazy et dit apprécier la personnalité du candidat ainsi que « ses valeurs conservatrices sur les questions liées à la famille » ; d’une responsable de l’UDI (promise à l’exclusion) ; et d’encartés UMP. Son équipe compte en outre deux figures du Bloc identitaire (Arnaud Naudin et Christophe Pacotte). Il indique à leur sujet en octobre 2013 : « Ils nous aident dans la campagne. Ils sont les bienvenus ». Nicolas Dupont-Aignan dit peu apprécier ces relations. En novembre 2013, il enregistre le soutien d'Annie Schmitt, deuxième adjointe au maire Raymond Couderc. En décembre 2013, c'est Philippe de Villiers et son parti, le Mouvement pour la France, qui apportent leur soutien au journaliste. Le blogue consacré à sa campagne est lancé avec l'aide technique de Denis Cheyrouze. Nicolas Lebourg relève que Robert Ménard « a fait campagne en rassemblant toutes les chapelles, du FN au Bloc identitaire en passant par l'Action française ».

#### Contenu de la campagne
L'historien Nicolas Lebourg observe une campagne axée sur la sécurité et « nettement plus proche des conceptions d’un Jacques Bompard, maire d’Orange depuis une vingtaine d’années, que de celles volontairement clivantes d’un Bruno Mégret à Vitrolles. L’angle est populiste, sans ostentation excessive. L’accent est plus mis sur la nécessité de redonner une cohérence à un territoire que sur des positionnements idéologiques ». Il fait l'essentiel de sa campagne sur le redressement et la réhabilitation du centre-ville. Comme les deux autres principaux candidats, il propose de mettre en place un droit de préemption des baux commerciaux dans le centre-ville, où il souhaite « installer des boucheries, des petits commerces ».
Les universitaires David Giband et Marie-Anne Lefèvre mettent en avant les points communs des discours de campagne de Robert Ménard et Louis Aliot à Perpignan, à savoir « des propositions mettant en avant la préférence communale et la baisse de la fiscalité, nouveaux référents de l’action politique de l’extrême droite, renvoyant au second plan la lutte contre l’insécurité ou l’immigration. Aliot et Ménard, en dénonçant les « trois piliers » du déclin (clientélisme, communautarisme et affairisme), entonnent un même discours antisystème ».

#### Élection
Il sort nettement en tête du premier tour en recueillant 44,88 % des suffrages exprimés, devant Élie Aboud pour l'UMP (30,16 %), Jean-Michel Du Plaa pour le PS (18,65 %), et Aimé Couquet pour le Front de Gauche (6,29 %). Les deux listes de gauche fusionnent pour le second tour derrière Jean-Michel Du Plaa, qui refuse de se retirer comme le requiert le Parti socialiste afin de constituer un front républicain, et se voit donc retirer son investiture.
Il sort à nouveau en tête du second tour, au terme d'une triangulaire, en recueillant 46,98 % des suffrages exprimés, contre 34,62 % pour Élie Aboud et 18,38 % pour Jean-Michel Du Plaa. David Giband et Marie-Anne Lefèvre soulignent l'« homogénéité spatiale et la stabilité entre les deux tours » du vote en sa faveur ; ses scores les plus élevés sont situés dans les quartiers pavillonnaires voisins des cités d’habitat social les plus difficiles et dans une partie des quartiers centraux.
Son succès peut s'expliquer par plusieurs raisons :
- ses origines biterroises — il est connu localement pour son investissement dans les radios libres[122] — et pieds-noirs, sur lesquelles il s'est appuyé pendant la campagne en envoyant notamment des courriers ciblés à la communauté des rapatriés d’Algérie, très nombreuse à Béziers[123] ;
- une image jugée rassembleuse et ambiguë, due à son statut de créateur de Reporters sans frontières, à sa notoriété nationale et au fait qu'il ne soit pas encarté[123],[122] ;
- sa couverture médiatique qui lui a permis de pallier une faible implantation locale[119] ;
- une campagne de terrain active et commencée très tôt[122],[124] ;
- l'essoufflement de l'UMP, usée localement après la direction de la ville pendant 19 ans par Raymond Couderc (présent sur la liste d'Élie Aboud), et qui s'est appuyée sur un système clientéliste typique de la façade méditerranéenne mais en situation de crise et facile à dénoncer[122],[90],[123],[125] ;
- le manque de légitimité du candidat UMP Élie Aboud, battu sur le fil lors des élections législatives de 2012 avant de prendre sa revanche[122], et qui s'est heurté à une partie de la droite biterroise ainsi qu'aux velléités de Couderc pour la présidence de l’agglomération[119] ;
- la faiblesse structurelle et ancienne de la gauche locale[122] ;
- le choix de Jean-Michel Du Plaa de se maintenir au second tour, qui a potentiellement privé Élie Aboud de la victoire[126] ;
- l'indifférence des Biterrois issus de l'immigration à l'égard du soutien que lui apporte le Front national[90], et plus globalement, l'acculturation de la population au discours frontiste après le durcissement de la droite locale[122] ;
- le fait d'avoir su prospérer sur le lent déclin économique de la ville, en cours depuis les années 1980[122],[125], et en particulier dans le centre-ville[91],[119]. Pour le politologue Emmanuel Négrier, les Biterrois « montrent une tendance dépressive qui alimente un discours victimisant, terreau particulièrement favorable pour le FN »[127]. D'après Nicolas Lebourg, Béziers est devenue, comme sa voisine Perpignan, « une des villes les plus inégalitaires de France — or les travaux du politiste Joël Gombin ont justement montré que le vote FN est depuis 2009 facteur du coefficient de Gini, le calcul de l’inégalité de la répartition des richesses sur un territoire »[128]. L'Obs met en exergue le rôle de Raymond Couderc dans cette situation : « En ouvrant des zones franches à la périphérie, Couderc avait provoqué l'exode des professions libérales, avocats, médecins, assureurs, partis vivre dans les villages environnants. Même conséquence avec la création du Polygone, mall à l'américaine où se succèdent restaurants, salles de cinéma et boutiques trendy. Laissé en déshérence, vidé de ses magasins, le centre-ville a été investi par une population pauvre, Gitans et Maghrébins. À la sortie de certaines écoles élémentaires, il n'est pas rare de ne voir que des femmes voilées »[129].

Les universitaires David Giband et Marie-Anne Lefèvre rapprochent sa victoire du score élevé réalisé à Perpignan par Louis Aliot (FN) lors des mêmes élections : ils voient en effet dans ces deux résultats l'émergence de « “nouveaux” maîtres du Sud » — reformulant ainsi une expression d'Emmanuel Négrier, dans l'intérêt de « révéler l’ancrage d’acteurs politiques à l’extrême droite et le changement d’une époque en Languedoc-Roussillon ». De même, le chercheur Philippe Subra estime que ces deux résultats « symbolisent la stratégie de normalisation et la capacité de rassemblement d'un nouveau FN « entre extrémisme, populisme et démocratie » [Wieviorka 2013] ».

#### Exercice du mandat

##### Orientation populiste
D'une manière générale, Nicolas Lebourg confirme la proximité de son positionnement avec celui de Jacques Bompard dans l'exercice de son mandat, les deux hommes faisant preuve d'« un même populisme localiste assumé » et de « positions proches de celles des Identitaires ». Rue89 affirme également que Robert Ménard « copie-colle la politique de Jacques Bompard à Orange ». L'universitaire Emmanuel Négrier le classe dans le profil-type des maires FN élus en 2014 qui, en phase avec leurs électeurs, développent des « passions tristes (crainte, envie, nostalgie, espérance, etc.) » et mettent en œuvre un « local-populisme » qui s'exprime par « l’espérance d’une autorité, du chef qui en réfère directement au peuple local, et fustige les corps intermédiaires » ; des mesures de type « belliqueux » ; et la nostalgie d'un « paradis perdu ». En 2017, il se réclame d'une « ligne “conservatrice”, qui ne pense pas que le progrès constitue systématiquement une avancée, “populiste”, même si le mot est mal connoté, mais c’est un souci des petites gens. Et une politique de bon sens »,.
Alors que son mandat est marqué par de nombreuses polémiques dont l'écho est national, David Giband, professeur en géographie, considère que « la provocation participe de l'habillage politique de Robert Ménard, comme de tous les élus d'extrême droite », et que « cela ne change pas la donne » sur le plan électoral. Pour le politologue Jean-Yves Camus, les mesures polémiques sont « une manière pour Robert Ménard, qui n’est pas parvenu à conquérir la communauté d’agglomération et voit donc sa capacité d’action limitée, de faire parler de lui. Ce qui signifie qu’il s’efforcera, tout au long du mandat, de présenter des options clivantes, afin d’attirer l’attention sur sa gestion locale, comme il s’y emploie déjà ». Selon le géographe Dominique Crozat, il développe « une double stratégie. Derrière la forte agitation médiatique tout en dénonçant une "propagande médiatique permanente" dont il serait la victime, il faut distinguer une communication omniprésente destinée à servir de substitut à l'action et une propagande néo-fasciste ». Pour les politologues Gaël Brustier et David Djaïz, « la municipalité de Béziers, dirigée [...] par Robert Ménard peut être regardée comme l'incarnation la plus « chimiquement pure » du grand retour de l'imaginaire « sudiste » (selon le terme de Benjamin Stora, inspiré de la guerre civile américaine) au cœur de l'arène politique. Robert Ménard l'assume : il se sert de son mandat politique pour mener un combat culturel assez redoutable, dans lequel la nostalgie de l'Algérie française, l'hostilité aux migrants et le combat « civilisationnel » contre l'islam et sa visibilité sociale sont entremêlés ».
Son mandat se caractérise par une forte personnalisation du pouvoir. En octobre 2015, alors que L'Obs souligne qu'il « est un maire populaire », Jean-Michel Du Plaa, opposant socialiste, reconnaît : « S'il y avait une élection aujourd'hui, une majorité d'électeurs le reconduirait » car « les gens retiennent ses mesures d'affichage ». Emmanuel Négrier considère qu'il est susceptible d'incarner le changement du Front national après les échecs passés du parti à gérer des municipalités, et de faire de Béziers un « symbole politique ». En revanche, à la même période, les chercheurs Sylvain Crépon, Alexandre Dézé et Nonna Mayer voient dans « la politique menée à base de coups d'éclat à Béziers par Robert Ménard », un exemple des « débuts chaotiques » de « certaines des municipalités dirigées par le FN ».

##### Pouvoirs de police
Après avoir fait de la sécurité l’une de ses priorités de campagne, il entame son mandat en remplaçant le chef de la police municipale et en recrutant dix nouveaux policiers municipaux. En novembre 2014, Midi libre fait le point sur le renforcement en cours de la police municipale : une brigade canine a vu le jour ; des revolvers 38 spécial, des tasers et des caméras embarquées ont été commandés ; la création d'une brigade équestre, l'armement des policiers et l'élargissement de leurs horaires sont prévus pour la fin de l'année. En 2015, les effectifs de police ont doublé depuis le début de son mandat, passant à 70 agents. Après avoir postulé en vain pour accueillir une brigade de police nationale de proximité, il lance en 2018 une brigade de police municipale de proximité et du quotidien. Il annonce une chute de la délinquance de 14 % en 2018 et une hausse des interpellations par la police municipale multipliée par 19 depuis 2014. Le nombre de caméras de vidéosurveillance est plus que doublé pour être porté à 200.
Au début de son mandat, il prend un arrêté municipal qui prévoit un couvre-feu pour les mineurs de moins de 13 ans de 23 heures à 6 heures en période estivale, dans l'hypercentre-ville de Béziers et la Devèze, un quartier sensible de la ville. Bien que des mesures similaires aient été prises précédemment dans plusieurs villes françaises, cet arrêté crée la polémique. Saisi par la Ligue des droits de l'homme, le tribunal administratif retoque la mesure en la réduisant à l'obligation pour la police de ramener les enfants non accompagnés à leur domicile, disposition qui existait déjà. La cour administrative d’appel de Marseille valide l’arrêté en mars 2017. Le Conseil d'État l'annule en juin 2018, estimant que « les documents produits par la ville de Béziers n'apportent pas d'éléments précis et circonstanciés de nature à étayer l'existence de risques particuliers relatifs aux mineurs de moins de 13 ans dans le centre-ville de Béziers et dans le quartier de la Devèze pour la période visée par l'arrêté ».
Après l'arrestation d'un forcené sur le territoire communal, la ville de Béziers mène au début de 2015 une campagne d'affichage pour signaler l'armement de la police municipale qui suscite une polémique nationale et la condamnation du ministre de l'Intérieur Bernard Cazeneuve — les affiches en question arborent un pistolet semi-automatique sous la phrase : « Désormais la police municipale a un nouvel ami »,.
En mai 2014, il instaure une verbalisation de 35 euros pour les déjections canines et des sanctions contre le stationnement illicite. En juin 2014, il décide d'instaurer des séances de rappel à l'ordre, dans la salle du conseil municipal, pour les auteurs de petits délits ou de simples incivilités, et menace de stopper le versement des aides sociales de la Ville à ceux qui refuseraient de venir. En septembre 2014, il prend un « arrêté anti-crachat dans l'espace public ». En janvier 2016, il impose aux « riverains de nettoyer le trottoir devant [leur] pas-de-porte ». En avril 2016, il annonce son intention de lancer un fichage ADN des quelque 1 000 à 1 500 chiens du centre-ville, afin de pouvoir verbaliser les propriétaires laissant les déjections de leur animal sur la voie publique, ce qui d'après lui ferait de Béziers la première ville française à prendre une telle mesure,. Suspendu par le juge des référés,, l'arrêté municipal est finalement validé par la cour administrative d'appel de Marseille, bien que celle-ci juge les mesures « disproportionnées au regard des exigences de la sécurité et de la salubrité publiques ». Au printemps 2017, il signe finalement un arrêté municipal qui annule le dispositif puis un autre qui en crée un nouveau : la préfecture saisit de nouveau la justice qui lui donne tort, estimant qu'« aucun des arguments soulevés n'était propre à créer un doute sérieux sur la légalité du nouveau projet ». Le 12 mai 2023, il signe de nouveau un arrêté municipal imposant un fichage ADN des chiens du centre-ville. Sophie Mazas, avocate de la Ligue des droits de l'homme, saisit le tribunal administratif, qui rend sa décision le 6 mai 2025. Pour la juridiction, l’arrêté a été pris par une autorité incompétente via une procédure irrégulière, créant « un fichage non encadré dépassant les données pouvant être collectées dans un but autre que celui par les textes », et portant atteinte à la liberté d'aller et venir.
En mai 2014, il prend un arrêté interdisant d'étendre en journée le linge aux balcons et fenêtres donnant sur les rues du centre-ville. Ce dernier est largement relayé par les réseaux sociaux et les médias nationaux, ce qui suscite l'étonnement d'Arnaud Gauthier de Midi libre pour qui il s'agit d'« une décision comme en prennent de nombreux syndics de copropriété... dans l’indifférence générale, dans une normalité absolue ». Cet arrêté n'est en fait pas appliqué,,. Dans la continuité de son prédécesseur Raymond Couderc, il met en place un plan visant à mettre fin à « la pollution visuelle que constituent les paraboles dans le périmètre du secteur sauvegardé de la ville ». De même, les paraboles subsistent.
Dans le contexte de l'état d'urgence consécutif aux attentats du 13 novembre 2015, estimant que « s'impose une clarification des activités » des mosquées de la ville, Robert Ménard demande à leurs dirigeants de signer une charte, jugée « draconienne » par Le Point. Cette charte est signée par les représentants de deux mosquées sur les cinq présentes à Béziers. En décembre 2015, il annonce la création d'une « garde biterroise » composée d'ex-gendarmes, ex-militaires ou pompiers non armés et bénévoles, sous statut de « collaborateurs occasionnels du service public », chargée de signaler tout acte suspect et ayant vocation à exister tant que l'état d'urgence sera maintenu. Alors que certains responsables de la police municipale et nationale affichent leur perplexité, le préfet dépose deux référés, estimant que la mesure « porte en elle les germes de dérives pas acceptables » : l'un en urgence pour empêcher l'application de la décision ; et un autre demandant l’annulation de la décision municipale. En janvier 2016, le juge des référés du tribunal administratif de Montpellier suspend par une ordonnance l’exécution de la délibération du conseil municipal de Béziers créant la « garde biterroise ». Le juge précise qu'il fait « application d’une jurisprudence constante, selon laquelle la police administrative constitue un service public qui, par sa nature, ne saurait être délégué ». Suivant le même principe, le tribunal administratif de Montpellier annule la délibération municipale au début de juillet 2016. L'exécutif ayant annoncé, après l'attentat du 14 juillet 2016 à Nice, la mobilisation de la réserve opérationnelle et son ouverture à « tous les Français patriotes qui le souhaitent », il affirme alors que l'État a recours au dispositif que la justice lui a interdit de mettre en place,.
En juin 2018, il prend un arrêté interdisant de fumer la chicha dans l'espace public « près des écoles, des équipements sportifs et culturels », jusqu'au 30 septembre : il invoque à la fois des raisons de santé et d'ordre publics, ainsi que la défense de « l'image de la ville ». D'autres communes (Antibes, Rungis ou Saint-Laurent-du-Var) avaient pris un arrêté similaire par le passé.

##### Budget et gestion de la mairie
En septembre 2014, il annonce la fin des « passe-droits » et du « clientélisme » dans la gestion du personnel de la Ville, la diminution des recrutements, le non-remplacement de fonctionnaires nouvellement retraités, l'augmentation des heures de travail annuelles et la mise en place d'un nouvel organigramme de la mairie. Dans les faits, il « ramène la durée du travail des employés municipaux à 35 heures parce qu'ils en faisaient moins ». Il reconnaît plus tard « que [son] premier discours face au personnel municipal était dur ». La prime d'assiduité jusqu'ici en vigueur est supprimée et une modulation du régime indemnitaire est mise en place afin d'instaurer « la juste récompense des efforts, des résultats ».
Le budget 2015 de la mairie s'élève à 158 500 000 euros ; le budget 2016 à 169 950 000 euros (contre 161 240 000 euros en 2014). Lors de son premier conseil municipal, il fait voter une baisse des impôts locaux de 2 millions d'euros et la diminution de 30 % des indemnités des élus. Il reconnaît plus tard : « Si c'était à refaire, je baisserais moins les impôts car ça pénalise la ville ». Sous son mandat, les budgets municipaux se caractérisent par des économies sur les dépenses de fonctionnement,. En septembre 2015, il manifeste, avec plusieurs maires du Biterrois, à la sous-préfecture de Béziers pour protester contre la baisse des dotations de l'État. Deux ans plus tard, la municipalité lance une campagne d'affichage qui dénonce cette baisse et qui suscite une polémique en raison de son illustration (un homme étranglant une femme) : le préfet déclare notamment qu'elle est « scandaleuse » et qu'elle « contient tous les ingrédients d'un populisme de caniveau que le maire de Béziers cultive sans vergogne »,.
Le magazine Le Point relève que sa municipalité et lui-même sont impliqués dans de nombreux procès et que les dépenses judiciaires de la ville ont fortement augmenté depuis son élection. Celles-ci s'élèvent à près de 880 000 euros pour la période 2014-2019, dont 320 000 euros pour des affaires l'impliquant personnellement. La municipalité a notamment fait appel à de grands ténors du barreau parisien, comme Gilles-William Goldnadel ou Jean-Marc Florand.

##### Aides sociales et subventions
Lors de son arrivée à la mairie, le budget du centre communal d'action sociale (CCAS) est diminué de 5 %, alors qu'une baisse similaire avait déjà été décidée par l'équipe précédente — il affirme de son côté que « le CCAS avait un surplus dont il n'avait plus besoin. Il n'y aura aucune baisse des prestations ». Le budget du CCAS est maintenu en 2016.
En septembre 2014, il crée une mutuelle sociale réservée aux Biterrois, conformément à la promesse qu'il avait faite durant la campagne. Il déclare à ce sujet : « C'est la chose dont je suis le plus fier depuis ces derniers six mois ». Cette mutuelle résulte d'un accord avec la société bordelaise Traditia qui compte parmi ses actionnaires Robert Ottaviani, également gérant de deux branches de la société, par ailleurs ancien chanteur de rock identitaire de la mouvance skinhead néonazie et ancien cadre du FN,. C'est par le biais de son amitié avec Christophe Pacotte, alors son chef de cabinet, que l'accord a été conclu. En 1999, Raymond Couderc avait déjà créé une mutuelle pour les plus nécessiteux qui avait dû être arrêtée en 2005 en raison d'un accord trop onéreux.
Dans le budget primitif 2015 de la ville, les subventions versées aux associations diminuent de 580 000 €. Est notamment supprimée la subvention accordée à l’association Arc-en-ciel, gestionnaire d'un centre social. En 2016, la justice oblige la mairie de Béziers à mettre une salle municipale à disposition de l'Association biterroise contre le racisme (ABCR) alors qu'elle s'y refusait,. Le total des subventions accordées aux associations est en hausse de 329 000 euros en 2016.
En 2017, la municipalité se procure 400 tests salivaires de détection de cannabis qu'elle offre aux habitants dans les maisons de quartier. Il présente l'opération comme « une première en France ».

##### École
Dénonçant le mauvais état des écoles publiques de la ville, sa municipalité fait de leur rénovation « une priorité du mandat ». Le budget alloué, d'abord de 4,6 millions d'euros sur la durée du mandat, est augmenté de 3 millions d'euros en 2018, après l'effondrement du plafond d'une école,. Le journal Le D'Oc estime, au terme de son mandat, que « sa gestion des 21 écoles maternelles et des 21 écoles primaires de la ville apparaît plus que contrasté », mettant en cause la qualité et l'insuffisance des travaux menés, ainsi que l'entretien des écoles. Le D'Oc considère également que les écoles privées, dont la dotation est augmentée par la municipalité, sont privilégiées par cette dernière.
En mai 2014, le conseil municipal de Béziers adopte une délibération visant à réserver l'accueil périscolaire aux élèves de primaire dont les parents travaillent. Justifiée par un souci d'économies, elle suscite une polémique et s'avère illégale, bien que des mesures similaires aient été appliquées dans de nombreuses autres communes françaises,. Les universitaires Delphine Espagno et Stéphane François estiment en 2015 que « l'avenir de cette délibération pourrait être remis en cause par le juge administratif dans le cadre d'un examen de légalité, soit à la demande du préfet, soit sur recours pour excès de pouvoir exercé par un administré. Encore faut-il que le juge en soit saisi... » Le D'Oc relève que le coût de l'accueil périscolaire, auparavant lié au quotient familial et variant entre 9 et 14 euros par trimestre et par enfant, passe, en 2018, à 11 euros par mois, sans prise en compte des conditions de ressources, « ce qui représente une augmentation d’environ 200 % ».
En mai 2015, il déclare lors d'une émission de télévision que 64,9 % des enfants inscrits dans les écoles primaires et maternelles de Béziers sont musulmans ; il précise qu'il s'appuie sur les prénoms des enfants, qui « disent les confessions » selon lui, et reconnait qu'il n'en a « pas le droit ». Par la suite, il indique qu'il juge trop élevée la proportion d'« enfants issus de l'immigration » scolarisés dans les écoles publiques, en maternelle et en primaire, proportion qui empêche selon lui leur intégration. Dans la foulée, la mairie est perquisitionnée et nie l'existence d'un fichier ; une enquête préliminaire est ouverte pour « tenue illégale de fichiers en raison de l’origine ethnique ». Parmi de nombreuses réactions, le président de la République François Hollande et le Premier ministre Manuel Valls réprouvent publiquement ses propos. Cette polémique relance le débat national sur les statistiques ethniques : à cette occasion, Robert Ménard demande à Manuel Valls et aux députés de les autoriser. Dans les jours qui suivent, plusieurs centaines de personnes manifestent à Béziers à l'appel de différentes formations de gauche et d'associations musulmanes pour condamner ses propos. Le 11 mai, le tribunal administratif de Montpellier rejette le référé liberté déposé par la Coordination contre le racisme et l'islamophobie (CRI) pour lui enjoindre de cesser la collecte d'informations sur la religion d'élèves. Dans son jugement, le tribunal estime que « ni les pièces soumises au juge ni des informations recueillies lors de l'audience » n'indiquent que la ville de Béziers aurait constitué « un ou plusieurs fichiers spécifiques, dématérialisés ou non, fondés sur l'appartenance religieuse (…) des élèves ». L'avocat de l'association annonce alors un référé sur le fond devant le tribunal administratif. Le 2 juillet 2015, le parquet de Béziers annonce avoir classé l’enquête sans suite. En septembre 2015, il salue la prise de position de François Fillon en faveur des statistiques ethniques. En 2016, Michèle Tribalat, dans son ouvrage Statistiques ethniques, une querelle bien française, estime le chiffre de 64,9 % d'enfants musulmans inscrits dans les écoles primaires et maternelles de Béziers difficile à justifier puisque, d'après le recensement de 2011, un peu moins de 30 % des jeunes de moins de 18 ans à Béziers en 2011 ont au moins un parent immigré né dans un pays non européen (dont 22 % du Maghreb et 4 % de Turquie). En avril 2017, il est condamné à 2 000 euros d'amende pour provocation à la haine et la discrimination en raison de ses propos,. Ce jugement de première instance est infirmé, le 14 mars 2018, par la cour d'appel de Paris, qui le relaxe et déboute les sept parties civiles. Un pourvoi en cassation, formé contre cet arrêt de la cour d'appel, est rejeté le 4 juin 2019. Le 20 septembre 2019, la justice rend un non lieu dans l'enquête que SOS Racisme avait relancée en portant plainte contre un supposé fichage des élèves musulmans dans les écoles de Béziers.
Il fait baisser le tarif des cantines scolaires à partir de 2015 (− 9,4 % pour les tarifs minimaux et − 4,6 % pour les tarifs médians),. Un rapport de la Chambre régionale des comptes met toutefois en lumière le taux moyen de fréquentation des cantines, qui reste sous le seuil des 30 %, ce qui représente une proportion faible comparée à d’autres communes. Par ailleurs, 400 000 euros destinés à financer la réforme des rythmes scolaires sont supprimés lors de son arrivée à la mairie. Sa proposition d'offrir une blouse à tous les écoliers de la ville (maternelle et primaire) dont les familles le souhaitent est très médiatisée : elle n'est cependant utilisée que par les élèves de l'école privée Sainte-Madeleine.

##### Culture
Il conserve une grande partie de l’ancienne équipe culturelle municipale. Le budget de la culture est en hausse de 5 % en 2016.
Trois festivals gratuits, ouverts aux musiques du monde et à la musique électronique, sont remplacés par plusieurs séries de spectacles dans les arènes (par exemple Gad Elmaleh, Kev Adams ou encore Kendji Girac),. Élisabeth Pissarro, adjointe à la culture, dresse un programme porté sur la musique classique, le théâtre de boulevard (Laurent Baffie, Michel Leeb), des représentants de la culture populaire (Johnny Hallyday, Michel Sardou, Patrick Sébastien, chanteurs de l'émission The Voice).
En juin 2014, il annonce son intention d'interdire les manifestations anti-corrida à proximité des arènes de Béziers.
À partir de juillet 2014, il rend les musées communaux gratuits pour la population biterroise,. Ceux-ci font également l'objet de travaux de rénovation.
Il multiplie les messes en parallèle des diverses célébrations ou commémorations organisées par la ville, notamment en faisant intervenir « des prêtres intégristes ». La messe qu'il organise en ouverture de la Feria de Béziers depuis 2014, souhaitant faire de cet événement une fête « plus familiale, plus traditionnelle », est désapprouvée par l’archiprêtre de la ville, qui dénonce une instrumentalisation du culte catholique,,.
À l'automne 2014, la ville de Béziers inaugure un cycle de conférences intitulé « Béziers libère la parole » auquel participent Éric Zemmour, Philippe de Villiers, Laurent Obertone, André Bercoff, Philippe Bilger, Denis Tillinac, Jean-Paul Brighelli, Alain de Benoist et des journalistes de Valeurs actuelles. L'objectif affiché est d'inviter « tous ceux qui ont quelque chose à dire qui dérange ce système ». Mediapart dénonce le fait que « la ville assure ainsi la promotion d'essayistes et politiques déroulant un même logiciel ultra-réactionnaire »,. Pour Dominique Crozat, « l'objectif est bien de banaliser les discours racistes, traditionalistes ».
En octobre 2014, l'écrivain d'extrême droite Renaud Camus se voit confier la rédaction d'un livre sur la ville de Béziers qui serait par la suite offert à ses visiteurs mais le projet échoue en raison d'un désaccord sur le plan financier.
Pour les festivités de la fin d'année 2014, il fait installer dans le hall de l'Hôtel de Ville une crèche  et un chandelier à neuf branches de la fête juive Hanoucca,. Le préfet de région exige alors le retrait de la crèche, selon lui « contraire aux dispositions constitutionnelles et législatives garantissant le principe de laïcité », mais le tribunal administratif de Montpellier rejette sa demande, estimant qu'il s'agit d'une animation plus culturelle que religieuse,,. L'imam Saïd Talha regrette qu'il n'ait pas proposé à la communauté musulmane de fêter le ramadan après ces initiatives, et se voit refuser par le maire l'accès à la tribune dressée lors de la cérémonie qui suit les attentats de janvier 2015. Alors que l'Association des maires de France (AMF) publie en novembre 2015 un vade-mecum préconisant l'interdiction des crèches de Noël au sein des établissements publics, il contredit cette orientation, estimant que « la France est de tradition judéo-chrétienne quoi qu'en dise l'AMF ». Il annonce une crèche « encore plus belle et plus grande » en 2015, et précise que la municipalité organise « une course pédestre des crèches au profit des chrétiens d'Orient ». Il fait également installer dans le hall de la mairie une statue de Lou Camel, un chameau devenu l'animal totémique de Béziers en hommage à un martyr chrétien venu d'Égypte. En avril 2017, la cour administrative d’appel de Marseille annule la décision d'installer une crèche dans l'enceinte de l'hôtel de ville en 2014, appliquant ainsi la jurisprudence du Conseil d’État, qui a clarifié le droit applicable aux crèches dans les bâtiments publics en novembre 2016, après des décisions contradictoires de plusieurs tribunaux. En novembre 2017, le Conseil d’État rejette son pourvoi en cassation en arguant du fait que la crèche de 2014 installée en mairie de Béziers ne résultait d'aucun usage local et n'était accompagnée d'aucun autre élément marquant son inscription dans un environnement culturel, artistique ou festif,. Le mois suivant, il inaugure une nouvelle crèche tenant compte selon lui des réserves du Conseil d’État, avec la présence de bâtiments provençaux et de santons, à l'instar de la crèche installée au même moment par Laurent Wauquiez à l'hôtel de région d'Auvergne-Rhône-Alpes,. Alors que la justice lui enjoint de retirer cette crèche, il la déplace dans un autre bâtiment municipal à proximité. En 2018, à la suite de l'injonction de la justice de retirer la crèche de la cour d'honneur de la mairie car celle-ci se situe « dans l'enceinte du bâtiment public qui abrite le siège de la commune », il la déplace sous le porche de l'hôtel de Ville,.
Le chercheur Olivier Roy le classe parmi les « populistes » qui « reconstruisent volontiers un christianisme folklorique (crèches, croix, messes avant les corridas...), complètement détaché des valeurs et des normes religieuses ».
En mai 2015 se tient la « foire 1900 » sur le Plateau des poètes, avec des animations qu'il veut dans « l'esprit de la Belle Époque, de la France d'avant [qu'il] ne cesse d'appeler de [ses] vœux »,,.
Son projet de réhabilitation de la maison natale de Jean Moulin est désapprouvé par l'opposition municipale et l'association des Amis de la maison Jean Moulin, ce qui le conduit à le modifier. L'association attaque en justice le vote du conseil municipal de Béziers prévoyant la vente du bâtiment à une société pour qu'elle le réhabilite et demande parallèlement son classement par les Monuments historiques.
Il institue également un ensemble de manifestations consacrées à l'histoire et au patrimoine de la ville : un festival du flamenco, les « Samedis médiévaux », création d'un musée taurin en lieu et place de l'Espace Riquet qui était consacré à l'art contemporain, réception en 2015 d'une exposition créée à La Villette sur « les origines des Gaulois » — dont le message a été « travesti » selon Marianne.

##### Polémiques autour de la guerre d'Algérie
En juillet 2014, il commémore le massacre du 5 juillet 1962 devant une stèle en l'honneur d'Albert Dovecar, Claude Piegts, Jean-Marie Bastien-Thiry et Roger Degueldre ; Élie Aboud s'associe à ce geste. En décembre 2014, il annonce sa décision de rebaptiser la rue du « 19 mars 1962 », date marquant le cessez-le-feu de la guerre d'Algérie, en rue du « commandant Hélie Denoix de Saint-Marc », du nom de l'ancien résistant et militaire ayant participé au putsch des généraux contre l’indépendance de l’Algérie,. La Ligue des droits de l'homme, le Mouvement de la paix, le président départemental de la Fédération nationale des anciens combattants en Algérie, Maroc et Tunisie (FNACA) et le conseiller municipal PCF Aimé Couquet manifestent leur opposition à ce changement de nom, ce dernier en déposant un recours en excès de pouvoir,. La rue change officiellement de nom le 14 mars 2015 ; le Parti socialiste et le gouvernement expriment alors leur désapprobation. Il fait également mettre les drapeaux de Béziers en berne pour l'anniversaire des accords d'Évian, le 19 mars 2015. Il précise à ce sujet : « Pour moi, débaptiser la rue du 19-Mars-1962, c'était payer une dette à l'égard des communautés pied-noir et harkie, à l'égard de ma famille et de mon père ». Florian Philippot, vice-président du FN qui s'inscrit dans la filiation gaulliste, renonce à une visite à Béziers, interprétant son geste comme une opposition à Charles de Gaulle. En septembre 2015, il participe à une journée d'hommage aux harkis à Narbonne. Le géographe Dominique Crozat note que Béziers, qui était « déjà dotée depuis 2008 d'un monument à la gloire de l'OAS », « est devenue le centre de ralliement des nostalgiques de l'Algérie française à l'occasion de l'organisation d'événements réguliers ».
L'historien Nicolas Lebourg voit dans ses diverses opérations menées dans le champ culturel, et en particulier dans celles autour de la guerre d'Algérie, « une offre de signes en charge de réassurer la cohésion du groupe ethno-national majoritaire » et de compenser « l'absence d'impact du politique sur les réalités socio-économiques ». Il relève également que son discours autour de la guerre d'Algérie s'appuie sur une analogie historique entre la « colonisation de peuplement » menée par la France en Algérie et le grand remplacement, « une thématique présente dans l'extrême droite radicale depuis des décennies, mais qui a su trouver le succès récemment ». Par ailleurs, Nicolas Lebourg souligne que son positionnement de Robert Ménard sur la guerre d'Algérie s'inscrit dans une forte mobilisation autour de ce sujet de la part de la classe politique du littoral méditerranéen, où « les rapatriés, harkis et pieds-noirs, ont fait souche ». Pour la chercheuse Magali Boumaza, le changement de nom de rue en l'honneur d'Hélie Denoix de Saint-Marc témoigne de la tendance de l'extrême droite française à « la mise en exergue de ses martyrs partisans mais plus largement des vaincus de l’histoire notamment depuis 1945 ».

##### Communication
L'Obs souligne la nette différence entre lui et son prédécesseur sur le plan de la communication directe avec les habitants : « Quand Couderc, notable inaccessible au commun des mortels, sortait peu de son bureau, Ménard multiplie les virées en ville, à tu et à toi avec les habitants, recevant le mercredi ». Ses méthodes de communication consistant à impliquer la population dans les actions de la mairie (pétition, affichage sur les sucettes publicitaires de la ville) lui sont inspirées par son directeur de cabinet André-Yves Beck, qui les avait mises en œuvre à Orange. Elles suscitent les condamnations ou le scepticisme de professionnels de la communication publique et territoriale.
Il utilise largement le journal municipal comme outil de promotion de sa politique, voire de « propagande » aux yeux du Figaro et de Libération. « Le Journal de Béziers » s'en prend notamment au journal local Midi libre,. Il indique l'avoir fait passer à un rythme bimensuel « pour répondre à la presse qui ne nous fait pas de cadeau ». Bénéficiant d'un budget propre de 200 000 euros, il est rédigé par un employé municipal et supervisé par lui ainsi que son directeur de cabinet André-Yves Beck,. Pour Le Monde et Les Inrockuptibles, le magazine développe un discours semblable à celui du Bloc identitaire,. L'Express estime qu'il propose « une vision passéiste de la France rurale » et rappelle que Robert Ménard, à son arrivée à la mairie, avait demandé aux responsables de s'inspirer « du Marianne des années 1990 ». Sur le plan graphique, Le Monde confirme une ressemblance avec « les visuels du Bloc identitaire », tandis que Zvonimir Novak, auteur de plusieurs ouvrages sur le graphisme politique, le rapproche davantage de « Choc, une revue tenue dans les années 80 par des anciens de l’OAS ».
En août 2015, la secrétaire d'État chargée des droits des Femmes, Pascale Boistard, l'accuse de banaliser « les violences faites au femmes » après la publication dans le journal municipal d'une image tirée du film Ça t'la coupe (Girl Shy), montrant un homme qui donne une fessée à une femme. En septembre 2015, une couverture du journal municipal consacrée à la crise des réfugiés, réalisée à partir d'un cliché de l'Agence France-Presse (AFP), crée à son tour la polémique. L'AFP et l'auteur de la photographie assignent alors en justice la Ville de Béziers comme éditeur, et son maire comme directeur de la publication, pour contrefaçon devant le Tribunal de grande instance de Paris. Déboutée pour vice de forme en avril 2016, l'AFP décide de l'assigner de nouveau en justice avec la Ville de Béziers.
En décembre 2017, sa campagne d'affichage pour soutenir le projet de ligne nouvelle Montpellier - Perpignan, qui prévoit de desservir Béziers, est largement perçue comme une banalisation de la violence contre les femmes et suscite une nouvelle polémique : alors que plusieurs responsables politiques d'envergure nationale s'en indignent, Marlène Schiappa, sécrétaire d'État chargé de l'Égalité entre les femmes et les hommes, annonce avoir « saisi [...] le Préfet afin que tous les recours possibles soient étudiés et activés » ; ce dernier dénonce une campagne « marquée du sceau de la vulgarité »,. Les affiches sont retirées dès le lendemain de leur mise en place, tandis que la justice ouvre une enquête à son encontre. En novembre 2018, le tribunal administratif de Montpellier reconnaît que les affiches « ont pu être perçues par certains comme étant d'un humour douteux et provocateur » mais estime qu'elles « ne constituent pas une promotion des violences faites aux femmes ».
La ville de Béziers recourt plusieurs fois à des campagnes d'affichage, notamment à l'encontre de Midi libre, accusé de partialité, ou de Ginette Moulin, propriétaire des Galeries Lafayette, pour protester contre sa décision de fermer son magasin bitterois,.
Dans le budget primitif 2015 de la municipalité, les crédits alloués à la communication augmentent nettement d'après Midi libre. La Ville évoque au contraire une baisse du budget communication de -18,2 % en prenant en compte les dépenses qui étaient précédemment payées par la communauté d'agglomération, du fait de la mutualisation.

##### Composition du cabinet
Il choisit comme directeur de cabinet André-Yves Beck, qui a dirigé la communication de Jacques Bompard à Orange de 1995 à 2013 et celle de Marie-Claude Bompard à Bollène, a été membre du bureau politique de Troisième Voie de 1989 à 1991, membre du comité central du FN de 1997 à 1999, cofondateur de Nouvelle Résistance, proche de la direction du Bloc identitaire et adjoint au maire de Bollène chargé des finances,,. D'après L'Express, « les leviers du pouvoir, tenus jusqu'ici par le directeur général des services, sont désormais entre les mains fermes du "dircab", dont la réputation sulfureuse cristallise l'attention ». Pour Olivier Faye, journaliste au Monde, « il n’est pas étranger, tant s’en faut, à la tournure identitaire prise par le mandat du maire ».
Il désigne d'abord Christophe Pacotte, membre du bureau directeur du Bloc identitaire, comme chef de cabinet, mais se sépare de lui en juin 2014, pour « confiance trahie », ce dernier figurant toujours dans l'organigramme du Bloc identitaire alors que Robert Ménard lui avait demandé d'en démissionner à sa prise de fonctions. Il est remplacé par Jacques-Henri de Rohan Chabot, ancien directeur de cabinet d'André Santini.
Les deux autres membres de son cabinet sont Laurent Vassallo, encarté au PS jusqu'en 2013, et Alain Laugé, « issu de la droite modérée » d'après Robert Ménard qui précise : « J'aime être confronté à des gens qui ne pensent pas comme moi. Ce n'est pas un cabinet conforme à mes choix, ni à mes convictions. J'ai choisi des gens de talent ».
Le choix d'André-Yves Beck et de Christophe Pacotte fait réagir Louis Aliot, vice-président du FN : « Il y a peut-être une certaine contradiction en disant “Je ne suis pas Front national” comme s'il avait en face de lui un épouvantail, tout en prenant à son cabinet des gens qui sont beaucoup plus radicaux que ne le sera jamais le Front national ». Louis Aliot déplore en particulier la désignation d'André-Yves Beck, qui a été selon lui « un adversaire acharné du Front national et de Jean-Marie Le Pen depuis toujours, nous ne partageons pas les valeurs de son combat ». Ces désignations sont perçues comme allant à l'encontre de la stratégie de dédiabolisation du Front national.
Il choisit par ailleurs Michel Cardoze comme conseiller culturel, qui se désiste rapidement en raison des « amalgames désagréables dont [il a] fait l'objet ».
Il se sépare d'André-Yves Beck en août 2016. Son départ, acté « d'un commun accord » selon le maire de Béziers, est présenté comme « un tournant » dans son mandat au regard de son omniprésence dans l'action de la municipalité. Dans le même temps, Laurent Vassallo (membre du cabinet), sa chargée de presse et le directeur général des services quittent eux aussi leurs postes. Jean-Michel Bassat de Courthezon, ex-directeur de l'office de tourisme de Marseillan, est nommé directeur de son cabinet en janvier 2017,.

##### Politique locale, nationale et internationale
Robert Ménard appelle plusieurs responsables politiques de droite (Philippe de Villiers, Thierry Mariani, Xavier Lemoine, Charles Beigbeder) à soutenir l'accession de Marine Le Pen au pouvoir,, et propose en vain une alliance à Nadine Morano, députée européenne Les Républicains, un mois après la polémique consécutive à ses propos sur la « race blanche », auxquels il souscrit,.
Après les élections régionales de 2015, il appelle le FN à « bâtir un programme présidentiel capable d'unir les électeurs des droites au deuxième tour » ; « fédérer les personnalités indépendantes de la droite patriote et les intégrer dans l'élaboration de ce programme » ; « créer une synergie en ouvrant, plusieurs mois avant la présidentielle, les investitures aux législatives à des personnalités locales ou nationales extérieures au mouvement de Marine Le Pen » ; « organiser un comité national de direction stratégique de campagne ouvert à des personnes n'appartenant pas au Front national ». Il propose également de « changer le nom du Front national à l'occasion d'un grand congrès refondateur », jugeant que le « Rassemblement bleu Marine, trop lié au FN, ne suffit pas » ; d'abandonner la proposition de sortir de la zone euro ; et invite Marine Le Pen à quitter la présidence du FN « pour multiplier les soutiens ». En mars 2016, il déplore l'opposition du FN au projet de loi Travail, estimant qu'« on crève de trop d'État, [...] de trop d'administration, de trop de règlements. Mon principal désaccord avec le Front national — il y en a d'autres, mais le principal — c'est là-dessus »,. En septembre 2016, Louis Aliot critique ses propos selon lesquels « être Français c'est aussi, comme le disait le général de Gaulle, être européen, blanc et catholique ».
Lors des élections sénatoriales de 2014, il appelle à battre Raymond Couderc, sénateur de l'Hérault.
En octobre 2014, la majorité municipale perd le soutien du représentant du Rassemblement pour la France (RPF) au conseil, Brice Blazy. Ce dernier lui reproche de nourrir des ambitions électorales, ainsi que « l'arrivée en masse de personnes d'extrême droite à la mairie ». Son désaccord avec Christian Vanneste, président du parti qui continue quant à lui de le soutenir, provoque une crise au sein du RPF. En novembre 2016, Valérie Gonthier, membre de la majorité, démissionne du conseil municipal, en désaccord avec la politique menée,.
Pour les élections départementales de 2015, il choisit trois membres de son association Choisir Béziers comme candidats sur les trois cantons de Béziers, en binôme avec un ou une candidate FN : les binômes qu'il soutient sont tous élus. Dans le même temps, il se rapproche de Gérard Gautier (UMP), maire de Cers et conseiller général sortant du canton de Béziers-2, ainsi que de Robert Gely, élu maire de Lieuran-lès-Béziers sous l'étiquette UDI, et dont l'épouse se présente aux élections départementales sur ses listes après avoir quitté l'UMP.
En avril 2015, il voit dans le conflit opposant Marine Le Pen à Jean-Marie Le Pen, l'occasion pour le FN « de rompre définitivement avec un certain nombre de gens et pour Marine Le Pen, qui incarne autre chose que son père, l'occasion de tourner définitivement une page ». Il s'oppose ainsi à la possible candidature de Jean-Marie Le Pen aux élections régionales de 2015 en Provence-Alpes-Côte d'Azur (PACA) et le considère comme « le pire ennemi » du FN. À l'occasion de l'élection régionale de 2015 en Languedoc-Roussillon-Midi-Pyrénées, il soutient la liste menée par Louis Aliot en lui conseillant de s'allier à des candidats qui ne sont pas membres du FN. Il participe à trois meetings du FN, dont un de Marion Maréchal-Le Pen, tête de liste en PACA.
En octobre 2015, il se réjouit de la manifestation anti-immigration organisée à Dresde par le mouvement d'extrême droite allemand Pegida pour célébrer son premier anniversaire. Début 2016, il exprime sa sympathie pour Donald Trump, candidat aux primaires présidentielles du Parti républicain américain, tout en émettant des réserves sur sa « rhétorique » et « un certain nombre de [ses] positions ». Il considère que l'élection du musulman Sadiq Khan comme maire de Londres, en mai 2016, « symbolise le grand remplacement en cours ».
En mai 2016, il fonde le mouvement « Oz ta droite », qui a vocation à présenter des propositions aux candidats de droite pour l'élection présidentielle de 2017. Celui-ci rassemble entre 1 500 et 2 000 personnes à Béziers à la fin du mois, dont de nombreuses personnalités allant de la droite radicale à l'extrême droite, et produit une cinquantaine de propositions d'orientation identitaire et libérale. L'événement, coorganisé par Valeurs actuelles et Boulevard Voltaire, est marqué par le départ prématuré de Marion Maréchal-Le Pen, qui proteste ainsi contre les propos tenus à cette occasion à l'égard du FN. Alors que Florian Philippot voit dans le rassemblement « une petite mouvance d’extrême droite », il juge que le vice-président du FN est « hyperminoritaire au sein du Front national »,,,. Pour Laurent de Boissieu, le positionnement libéral-conservateur affiché par Oz ta droite est « ambigu » en raison de l'ouverture du rendez-vous « à des mouvances plus extrémistes que le FN, moins soucieuses de recouvrer la souveraineté de la France que de défendre la « race blanche » contre son « grand remplacement ». Observant l'échec d'une tentative « d’insurrection d’un peuple de droite soumettant les états-majors partisans FN et LR », Gaël Brustier estime que « le cavalier seul des identitaires, aux idées très proches de la majorité des personnalités de la « droite hors les murs », prive sans doute aucun ce mouvement d’une capacité d’impulsion politique débordant les frontières de Béziers et de sa circonscription législative ». Il reconnaît en 2017 l'échec de sa démarche, « perçue, à raison, comme un empilement de personnalités », et apporte, avec son épouse, son soutien aux « Amoureux de la France », plateforme lancée par Nicolas Dupont-Aignan avec une ambition similaire.
En août 2016, il se prononce pour « un texte d'interdiction du burkini et pour l'interdiction du voile islamique dans l'ensemble de l'espace public », mais s'oppose à une interdiction de l'ensemble des signes religieux ostentatoires dans l'espace public, comme prôné par le Front national, en invoquant les « racines chrétiennes » de la France.
Il apporte son soutien à Jean-Frédéric Poisson dans le cadre de la primaire présidentielle des Républicains de 2016, de même qu'à Marine Le Pen en vue de l'élection présidentielle de 2017,. Il dit être « d'accord avec presque 100 % de ce que dit » François Fillon après sa désignation comme candidat des Républicains, tout en précisant qu'il ne « croit pas une seconde qu’il fera ce qu’il dit ». Il prend la parole lors du meeting de Marine Le Pen à Perpignan, le 15 avril 2017. Après les élections législatives, il plaide pour l'ouverture du FN aux partis de droite, et remet en question le leadership de Marine le Pen. En mars 2018, il annonce son intention de se représenter aux municipales de 2020 sans le soutien « d'aucun parti » et précise avoir « de plus en plus » de « désaccords » avec le FN.
Lors de la campagne pour les élections européennes de 2019, il annonce son soutien à la liste du Rassemblement national, conduite par Jordan Bardella, estimant qu'il s'agit de « la seule liste qui peut empêcher Macron de sortir vainqueur de ces élections » et qu'elle s'oriente vers l'« union des droites » qu'il défend. Il appelle ensuite Marine Le Pen à renoncer à se présenter à l’élection présidentielle de 2022, jugeant qu’elle est la candidate la plus facile à battre pour Emmanuel Macron.
Lors de la Convention de la droite organisée le 28 septembre 2019, il précise sa position : « Moi la métapolitique, j'en ai ras le bol ! C'est bien gentil Gramsci... Qu'on se mette d'accord sur un candidat. Marion ne sera pas candidate à la présidentielle en 2022 contre sa tante, et Éric Zemmour ne quittera pas sa position d'intellectuel. Moi la seule chose qui m'intéresse, c'est de trouver un candidat... ».

##### Urbanisme et commerces

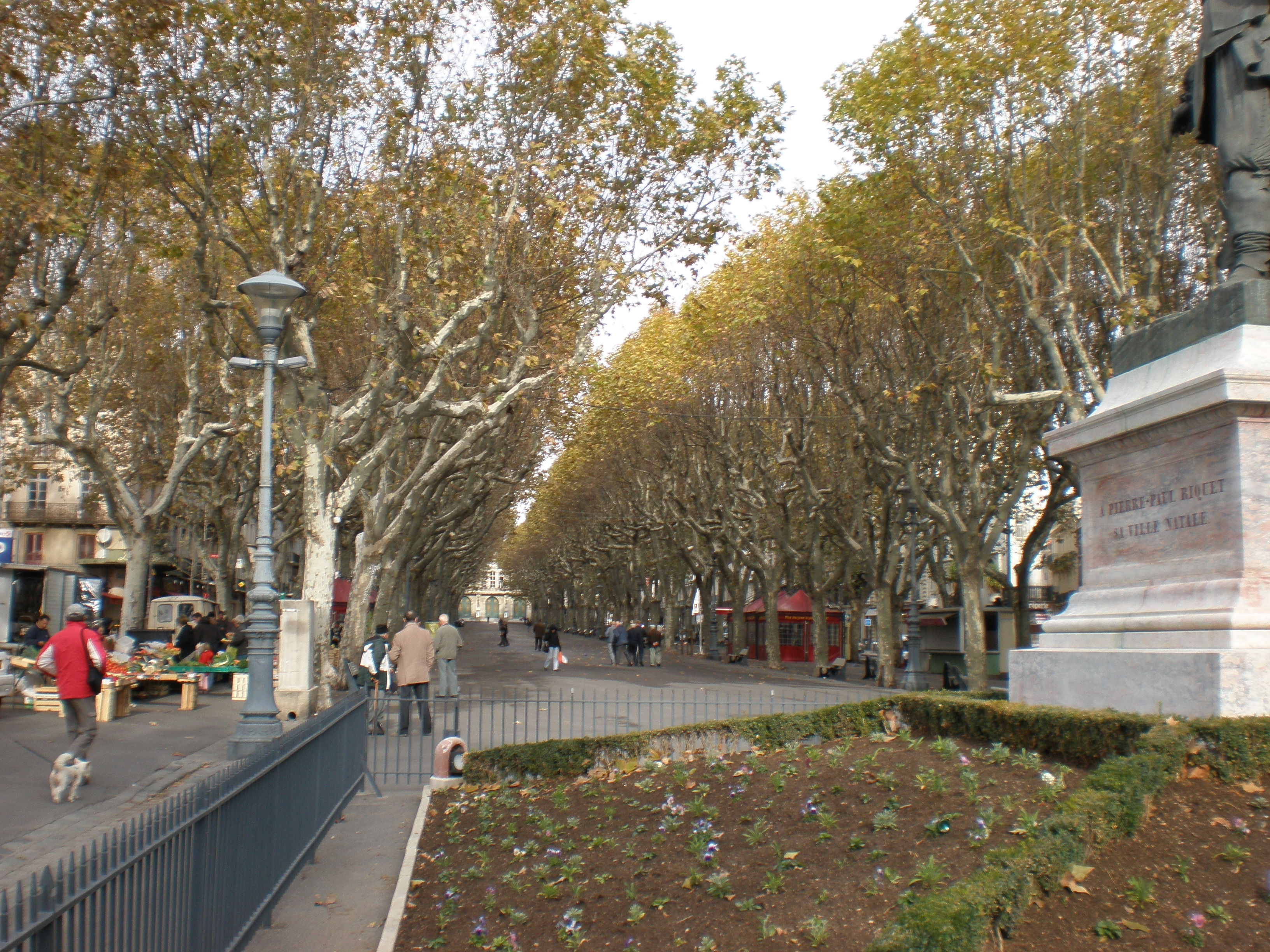
Lancée sous la mandature précédente, la campagne de ravalement des façades des allées Paul-Riquet, principale artère commerçante de Béziers, est poursuivie sous le mandat de Robert Ménard.

En 2014, par anticipation du départ annoncé des Galeries Lafayette, la municipalité rachète les murs du bâtiment, l'un des plus importants du centre-ville, dont les Galeries deviennent ainsi locataires, puis lance un appel à projets. Les Galeries Lafayette restent finalement en cédant le fonds de commerce au groupe Planet'Indigo en tant que franchisé. Cette nouvelle suscite la satisfaction des commerçants du centre-ville. La Ville tente aussi de racheter la librairie Clareton, qui a déposé le bilan, par l'intermédiaire d'une Société coopérative d'intérêt collectif afin d'éviter sa fermeture, mais trouve finalement un repreneur après avoir obtenu le report de l'échéance auprès du tribunal de commerce. Une subvention de 25 000 euros est versée au nouveau propriétaire. En février 2017, le conseil municipal vote un protocole d'accord pour la vente du palais des Évêques et de l'ancienne prison à un promoteur immobilier, ce qui suscite un tollé dans l'opposition et chez des riverains qui dénoncent une privatisation du patrimoine et une transparence insuffisante : l'association « Béziers notre patrimoine », née à cette occasion, dépose un recours auprès du tribunal administratif.
La mairie mène une campagne de ravalements de façades sur les allées Paul-Riquet, lancée sous la mandature précédente,. Il souhaite également obliger tous les propriétaires et les commerçants à entretenir leur façade. En 2015, un reportage de L'Obs constate que les commerçants des halles « sont unanimes : la ville est plus sûre, plus propre, les règles de stationnement plus favorables ». Le journaliste nuance : « Autour des allées Paul-Riquet, cœur de la cité, difficile cependant de sentir le fameux changement vanté par les supporters de Ménard. Seule la brasserie Cristal, qui vient d'être refaite, attire un peu de monde. Pour le reste, Béziers est une cité comateuse [...] ». En 2019, Le Journal du dimanche remarque que « le centre a été rénové, en partie piétonnisé », et les services de nettoyage « redéployés, donnant du lustre aux ruelles historiques blotties autour de la cathédrale Saint-Nazaire ».
Il cherche par ailleurs à concentrer les projets immobiliers dans le centre-ville, où il entend néanmoins « empêcher la construction de tout HLM ». Le conseil municipal vote le 13 novembre 2014 un périmètre de sauvegarde du commerce de proximité au sein duquel la Ville peut préempter un bail commercial en cas de cession — l'occasion ne s'était pas encore présentée en octobre 2015. Des avantages fiscaux sont proposés aux commerçants qui s'installent dans le centre-ville. En décembre 2014, il rejette la proposition de l'entreprise de vêtements pour enfants Orchestra de s'installer sur le parc d'activité de la Méridienne, en périphérie de la ville. Bien que la création de 200 à 300 emplois soit avancée, il juge ce projet trop dangereux pour « la survie des commerces du centre-ville » ; Frédéric Lacas, président de l'intercommunalité, désapprouve sa décision,. Raymond Couderc, son prédécesseur, avait déjà refusé l’implantation de l’enseigne pour des raisons similaires lorsqu'il présidait la communauté d'agglomération. Il s'oppose, en commission nationale d'aménagement commercial, à un autre projet de grande surface, à Colombiers. Olivier Razemon considère que « dans la vraie vie, loin des postures, l'édile de Béziers se comporte comme n'importe quel maire bâtisseur. Ainsi, en mars 2016, il inaugure une enseigne Lidl en périphérie de la ville ».
Il s'oppose également à l'installation de nouveaux restaurants kebab dans le centre historique, estimant qu'ils sont trop nombreux et qu'ils ne correspondent pas à la « tradition judéo-chrétienne » de la France,. Cette décision s'inscrit dans la lignée de l'hostilité de l'extrême droite française aux restaurants kebab depuis 2013, dont elle perçoit la diffusion comme une manifestation de l'« islamisation » de la France et de la théorie du grand remplacement. Nicolas Lebourg y voit un exemple de l'« offre autoritaire d'un retour à une souveraineté intégrale (culturelle, politique, économique, etc.) » face à « l'orientalisation que serait la globalisation ».

##### Intercommunalité
Il échoue à prendre la présidence de la Communauté d'agglomération Béziers Méditerranée (compétente dans le développement économique et la politique de la ville), battu par le maire divers droite de Sérignan Frédéric Lacas, qui réunit sur sa candidature les voix de gauche et de droite. Il est élu 2e vice-président de l'agglomération après avoir menacé de quitter celle-ci, faute d'avoir pu obtenir la 1re vice-présidence dans les négociations,. Après avoir refusé la 2e vice-présidence et menacé de saisir le tribunal administratif,,, il signe avec Frédéric Lacas un protocole d'accord comprenant quatre points : la diminution des taxes locales et des charges de fonctionnement de la collectivité ; l'instauration d'un conseil mensuel des maires ; la garantie de la souveraineté du maire sur le territoire de sa commune ; et son attribution d'une 2e vice-présidence chargée du développement du commerce et de l'artisanat des cœurs de ville, du Renouvellement urbain, de l'habitat et du logement.
Le conflit reprend à l'automne 2014, il entend appliquer sa promesse électorale de faire baisser le prix de l'eau à Béziers, fait pression sur l'intercommunalité, qui dispose de la compétence afférente, pour renégocier immédiatement les tarifs auprès de la Lyonnaise des eaux. Frédéric Lacas s'y refuse, préférant attendre l'échéance des contrats liant la communauté d'agglomération à la Lyonnaise des eaux. Les séances du conseil d'agglomération deviennent houleuses, y compris sur d'autres points,. Le géographe Dominique Crozat souligne que la municipalité biterroise mène « une guerre de l'affichage » concernant le subventionnement des travaux en cours dans la ville, alors que l'investissement de la communauté d'agglomération à Béziers est « près de cinq fois supérieur à celui de la mairie ». À l'été 2016, il conteste le choix par l'intercommunalité de Suez pour la distribution d'eau, déplorant que ses prix soient plus élevés que ceux proposés par ses concurrents. Devant les accusations qu'il lui porte sur ce dossier, Frédéric Lacas décide de l'attaquer en justice. Des conflits surgissent sur d'autres sujets,,.
En 2015 et 2016, la préfecture propose un redécoupage des intercommunalités du département, en conformité avec le nouveau seuil minimal de 15 000 habitants imposé par la loi portant nouvelle organisation territoriale de la République ; cette nouvelle carte comprend l'intégration de quatre villages de la Communauté de communes du Pays de Thongue dans Béziers Méditerranée. Alors que Frédéric Lacas approuve cette intégration, il y est opposé et affiche son scepticisme sur la réforme territoriale en général,. Fin 2015, il s'adresse par courrier aux maires de quatre intercommunalités (Communauté de communes du Pays de Thongue, Communauté de communes la Domitienne, Communauté d'agglomération Hérault Méditerranée et Béziers Méditerranée) pour leur proposer d'étudier la création d'une communauté d'agglomération les réunissant. Il met alors en avant la nécessité de « faire face au bloc montpelliérain » et précise qu'il ne « briguer[ait] pas la présidence d'une telle communauté d'agglomération ».
En dehors de l'intercommunalité, il échoue à prendre la présidence du conseil de surveillance du centre hospitalier de Béziers (structure indépendante) qui est attribuée au maire d'Espondeilhan, Alain Roméro,.

##### Jumelages et coopérations
Fin 2014, il scelle un jumelage entre Béziers et le village syrien de Maaloula. Il motive sa décision en soulignant qu'il s'agit d'« une petite commune qui a été martyrisée, occupée par les islamistes, libérée, occupée, libérée », et du « dernier village où l'on parle l'araméen, la langue du Christ ». Dans le même temps, il crée l'association SOS Maaloula, sorte de franchise locale de l'association SOS Chrétiens d'Orient, fondée par des catholiques d’extrême droite soutenant le régime de Bachar el-Assad et militant pour sa réhabilitation politique ; il se rend en Syrie avec son fondateur, Benjamin Blanchard. SOS Maaloula reçoit 23 500 euros de la ville de Béziers entre 2014 et 2018. Selon Mediapart, la communication de SOS Maaloula pour les appels aux dons se focalise sur le symbole d'un village chrétien martyr qui serait « sous le joug islamique », sans jamais attribuer d'exactions au régime syrien ou au Hezbollah, et sans jamais s'attarder sur le sort de la population musulmane du village. S'exprimant à cette occasion sur la guerre civile syrienne, il en appelle à « défendre un régime, certes critiquable, mais qui est le seul à pouvoir faire barrage à Daesh »,,.
En décembre 2014, avec Didier Mouly, maire de Narbonne, il annonce des collaborations économiques, culturelles et sportives entre leurs villes respectives. En février 2016, avec Didier Mouly et Gérard Larrat, maire de Carcassonne, annoncent une collaboration visant à améliorer « la protection et la valorisation » du canal du Midi et du canal de la Robine,.
Sous son mandat est aussi mise en place une coopération commerciale avec Taïwan, entre autres pour y exporter du vin. Celle-ci se traduit notamment par un jumelage avec le district d'Anping,.

##### Crise migratoire
Dans le contexte de la crise migratoire en Europe, il annonce que « la ville n'a pas les moyens d'accueillir de nouvelles personnes, surtout si elles ont vocation à rester par la suite, puisque l'État ne fait pas appliquer la loi en reconduisant à la frontière ceux qui doivent l'être ». Il remet en cause l'existence des deux centres d'accueil de demandeurs d'asile de sa commune et affirme qu'il refuse de scolariser les enfants établis, éventuellement, dans sa ville. Une telle décision irait à l'encontre de la loi française qui pose le principe de la « scolarité obligatoire » à partir de l'âge de 6 ans jusqu'à celui de 16 ans, « pour tous les enfants, français et étrangers »,,. La préfecture de l'Hérault indique à ce sujet qu'« aucun fait ne [lui] est remonté disant qu’il y avait une interdiction ». Aimé Couquet rappelle : « Lorsque Raymond Couderc [le précédent maire UMP] avait refusé de scolariser des enfants roms, le tribunal administratif l’avait obligé à le faire ».
En septembre 2015, il se déplace en compagnie d'adjoints et de policiers municipaux dans le quartier de La Devèze pour expulser lui-même des réfugiés syriens qu'il accuse d'occuper illégalement un logement ; des membres d'associations et le conseiller municipal PCF Aimé Couquet interviennent pour l'en empêcher,,. Son action, condamnée par Bernard Cazeneuve, reçoit le soutien du Syndicat de défense des policiers municipaux, premier syndicat de la profession. Plusieurs élus demandent sa suspension ou sa révocation, comme cela était déjà advenu lors de la polémique sur les « fichiers » scolaires. Frédéric Lacas, président de l'office HLM concerné et président de l'intercommunalité, demande au préfet, dans un courrier, « de réquisitionner ces logements, pour rentrer dans la légalité, et permettre de loger les Syriens ». La polémique entraîne des échauffourées en marge d'un conseil municipal,.
En octobre 2015, il décrit l'initiative de  plusieurs familles syriennes de nettoyer la rue d'Oran et ses alentours dans le quartier de la Devèze, comme une « opération de communication » qui ne lui fera pas oublier « le comportement de ces gens, entrés par effraction dans des logements sociaux ». Entre-temps, la Ville avait poursuivi sa communication contre leur présence sur sa page Facebook,.
Trois familles de réfugiés concernées sont finalement accueillies au Centre d'accueil de demandeurs d'asile (CADA) d’Alès, tandis que les neuf autres devraient être notamment réparties à Narbonne ou Nîmes. Frédéric Lacas fait part de sa satisfaction,.
Un an plus tard, après avoir « appris que le centre d’accueil des demandeurs d’asile (CADA) géré par la Cimade allait être agrandi de quarante places » pour accueillir des migrants provenant de la « jungle de Calais », il décide d'organiser un référendum sur le sujet, contre l'avis du préfet de l'Hérault qui annonce qu'il sera « conduit à en demander la censure par le juge administratif par la voie d’un référé-suspension ». Le tribunal administratif de Montpellier suspend l'exécution de la délibération sur cette consultation, estimant que « la question posée ne relève pas de celles qui sont autorisées » par le Code général des collectivités territoriales. Il lance également une campagne d'affichage contre cette arrivée, qui suscite l’ouverture d’une enquête par le parquet. Plusieurs cadres du FN, dont Louis Aliot, lui apportent alors leur soutien. Plusieurs associations portent plainte contre cette campagne d'affichage mais sont déboutées, puis annoncent vouloir saisir le Conseil d’État.
En mars 2022, il revient sur sa prise de position contre l'accueil des réfugiés syriens et irakiens, en déclarant que « moralement, ce n’était pas bien ».

#### Réélection et présidence de Béziers Méditerranée
Il annonce en mars 2017 qu'il entend briguer un second mandat de maire — il a indiqué par ailleurs être « contre le cumul des mandats » et le fait d'exercer « plus de deux mandats consécutifs ». À la fin de l’année 2019, il reçoit l’appui de plusieurs personnalités LR locales favorables à son « union des droites ». Henri Gas, responsable LR de la 6e circonscription de l'Hérault, affirme qu'une consultation effectuée auprès des 400 adhérents a donné un résultat de 92 % en faveur d'une alliance avec lui.
Lors des élections municipales de 2020, sa liste l’emporte au premier tour avec 68,7 % des voix, contre notamment 11,5 % à la liste centriste de Pascal Resplandy et 6,1 % à la liste d'union de la gauche menée par Nicolas Cossange. En raison de la pandémie de coronavirus, qui a joué à la baisse sur la participation, la séance d’installation du conseil municipal devant voir sa réélection de Robert Ménard est repoussée.
Alors que les candidats qu'il soutient échouent dans les communes voisines, il parvient à être élu président de Béziers Méditerranée, par 35 voix sur 55, faisant selon Mediapart « la démonstration qu’il a réussi à totalement phagocyter la droite locale ces dernières années » ; Frédéric Lacas, le président LR sortant, qui s’était dit dans un premier temps prêt à « un pacte de gouvernance » avec Robert Ménard, ne recueille que 18 voix. Il devient ainsi la première personnalité d’extrême droite à accéder à la présidence d'une intercommunalité en Occitanie. Sur les seize communes qui entourent Béziers, huit villages (Sérignan, Sauvian, Valras-Plage, Lignan-sur-Orb, Bassan, Valros, Espondeilhan et Coulobres), dont les maires se positionnent comme ses opposants notoires, ne sont pas représentés au sein du nouveau bureau communautaire, alors qu'aucune commune n'avait été absente de l'exécutif jusqu'alors. Plusieurs hauts cadres des services de l'intercommunalité sont congédiés, tandis que des services sont mutualisés avec ceux de la ville de Béziers et confiés à des employés de cette dernière, dont la directrice générale des services. Le « Journal de Béziers » devient le « Journal du Biterrois », avec la même ligne éditoriale.
Avec de nombreux élus, toutes tendances politiques confondues, il s'oppose à l'implantation d'éoliennes à Puissalicon (qui fait partie de la communauté de communes Les Avant-Monts) et présente les éoliennes comme « la pire des énergies aujourd’hui », les accusant de « saloper nos paysages »,.
Après avoir envisagé de monter une liste pour les élections régionales de 2021 en Occitanie avec Brigitte Barèges, maire de Montauban, il apporte son soutien à Jean-Paul Garraud, désigné tête de liste par le RN. Après avoir appelé à une candidature d'Éric Zemmour à l'élection présidentielle de 2022, il décide de ne pas lui donner son parrainage et apporte son soutien à Marine Le Pen malgré les réserves émises par le passé à son sujet. Après le déclenchement de l'invasion de l'Ukraine par la Russie en 2022, il déclare avoir « honte » de ses propos passés sur les réfugiés syriens et se montre offensif à l'égard d'Éric Zemmour.
De janvier à mai 2022, quatre conseillers municipaux démissionnent.
Le 5 juin 2022, Robert Ménard annonce sur l’antenne de BFMTV son intention de ne pas se présenter à la mairie de Béziers pour un troisième mandat. « La politique c’est un truc terrifiant. Même comme maire, ça vous épuise, a-t-il expliqué sur la chaîne d’informations. Je suis maire depuis huit ans, je vous garantis que je ne serai pas candidat à ma réélection. » En juin 2024, il se dédit et annonce sa candidature à sa réélection en 2026.

## Vie privée
Père de deux enfants nés de deux unions différentes, il est marié à Emmanuelle Duverger (sa quatrième épouse), rédactrice en chef de l'ancienne revue trimestrielle Médias puis directrice de publication du site Boulevard Voltaire, qu'elle a cofondé avec son époux, élue députée dans la 6e circonscription de l'Hérault en 2017 avec le soutien du Front national (FN), de Debout la France (DLF), de Souveraineté, identité et libertés (SIEL), du Centre national des indépendants et paysans (CNIP) et du Mouvement pour la France (MPF). Ensemble, ils ont écrit plusieurs livres, dont La Censure des bien-pensants et Vive Le Pen !.
Leur rencontre, qui a eu lieu en 2000 à Bamako, en marge d'un sommet de la francophonie, aurait marqué un tournant dans la vie de Robert Ménard : celui-ci s’est en effet « recatholicisé » au contact de son épouse et de leur fille, toutes deux catholiques pratiquantes,,. S'il affirme : « Elle m'a apporté quelque chose : je n'ai plus honte de ce que je pense », Emmanuelle Duverger tempère en affirmant que son époux « est plus structuré [qu'elle] idéologiquement » et que leur influence est réciproque. De son propre aveu, Emmanuelle Duverger demeure influente dans son action à la mairie de Béziers,, où elle l'a poussé à s'engager ; Robert Ménard indique : « C'est elle qui, de loin, pèse le plus sur mes décisions politiques. Quand elle désapprouve une de mes idées, je ne la mets pas en œuvre ». Le couple a emménagé tout près des allées Paul-Riquet et de la place Jean-Jaurès, un an avant son élection à la mairie.

## Décoration
- Chevalier de la Légion d'honneur (2008)[22].

## Décoration humoristique
- Grand vainqueur du Prix du menteur en politique 2016[419].

## Publications
- Club des 500 : les 500 qui font le Languedoc-Roussillon, Montpellier, Éditions ensoleillées-Intelligence Média, 1990.
- Ces journalistes que l'on veut faire taire (avec Géraldine Faes), Éditions Albin Michel, 2001,  (ISBN 2226122133 et 9782226122131).
- La Censure des bien-pensants (avec Emmanuelle Duverger), Albin Michel, 2003.
- Les jeux de la honte, Le Cherche-Midi, 2008.
- Des libertés et autres chinoiseries, Robert Laffont, 2008.
- Les Français sont-ils antisémites ? (avec Élisabeth Lévy, Léonard Vincent), Mordicus, 2009.
- Mirages et cheikhs en blanc : enquête sur la face cachée du Qatar, le coffre-fort de la France (avec Thierry Steiner), 2010  (ISBN 978-2354170738).
- Vive Le Pen ! (avec Emmanuelle Duverger), Mordicus, paru le 21 avril 2011[420]  (ISBN 978-2918414278).
- Vive l'Algérie française ! (avec Thierry Rolando), Mordicus, 7 juin 2012, 30 p.
- Abécédaire de la France qui ne veut pas mourir, Pierre-Guillaume de Roux, 14 novembre 2016, 208 p.
- Pour une droite du réel, Mordicus, 18 avril 2018, 80 p.
- Un Maire ne devrait pas faire ça..., Mordicus, 5 mai 2019, 152 p.
- Journal intime de campagne : et si je disais tout..., Mordicus, 30 septembre 2020, 224 p.
- Thérapie de choc : pour éviter le chaos !, La Nouvelle Librairie, coll. Dans l'Arène, 98 p., 2021

## Dans les arts et la culture populaire

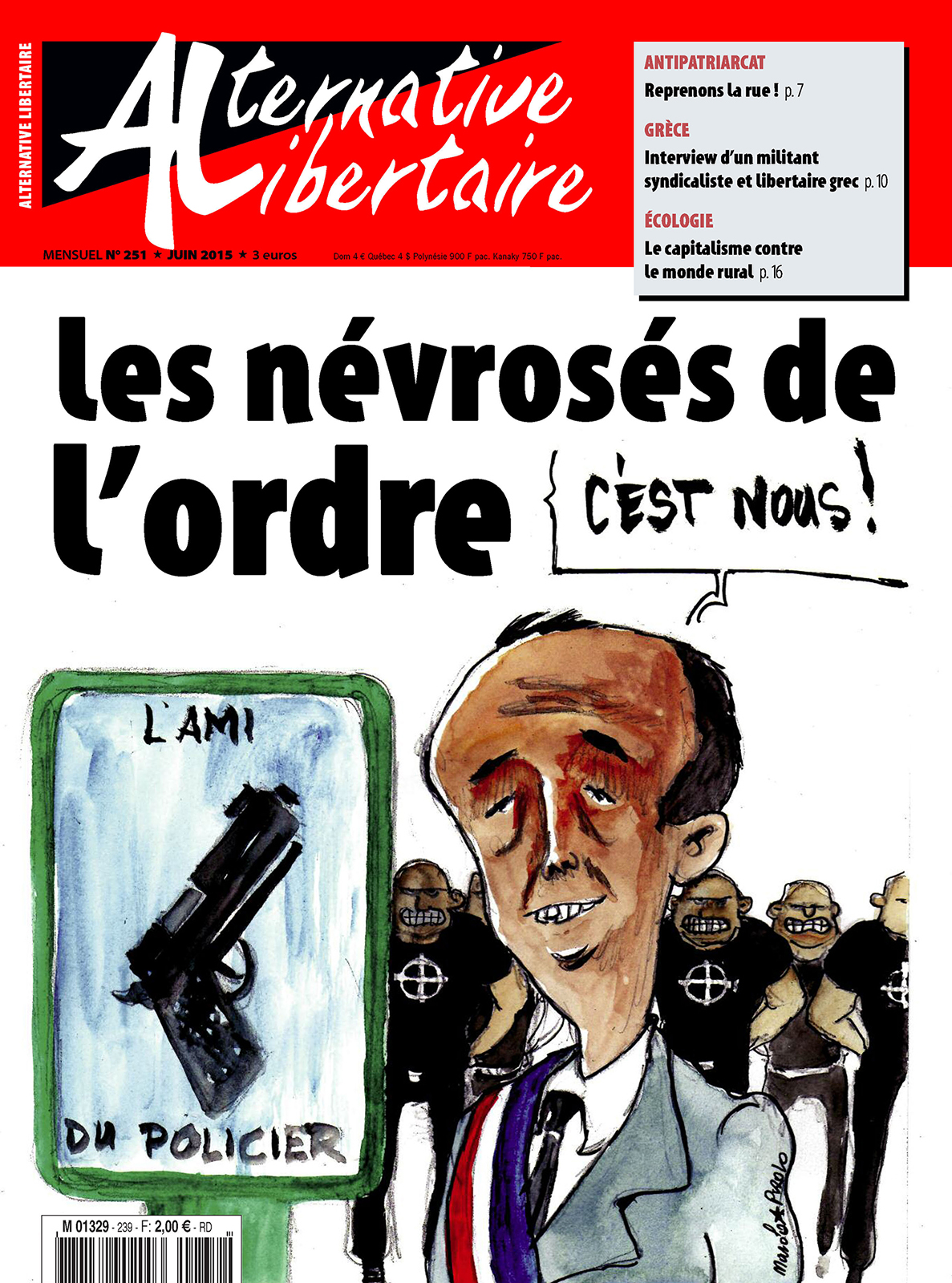
Caricature de Robert Ménard par Manolo Prolo.

Dans le roman de politique-fiction de Michel Wieviorka, Le séisme. Marine Le Pen présidente (2016), où cette dernière gagne l'élection présidentielle de 2017, il devient ministre de l'Intérieur, de l'Immigration et de la Laïcité puis également ministre de l'Éducation nationale.